# Architecture classique

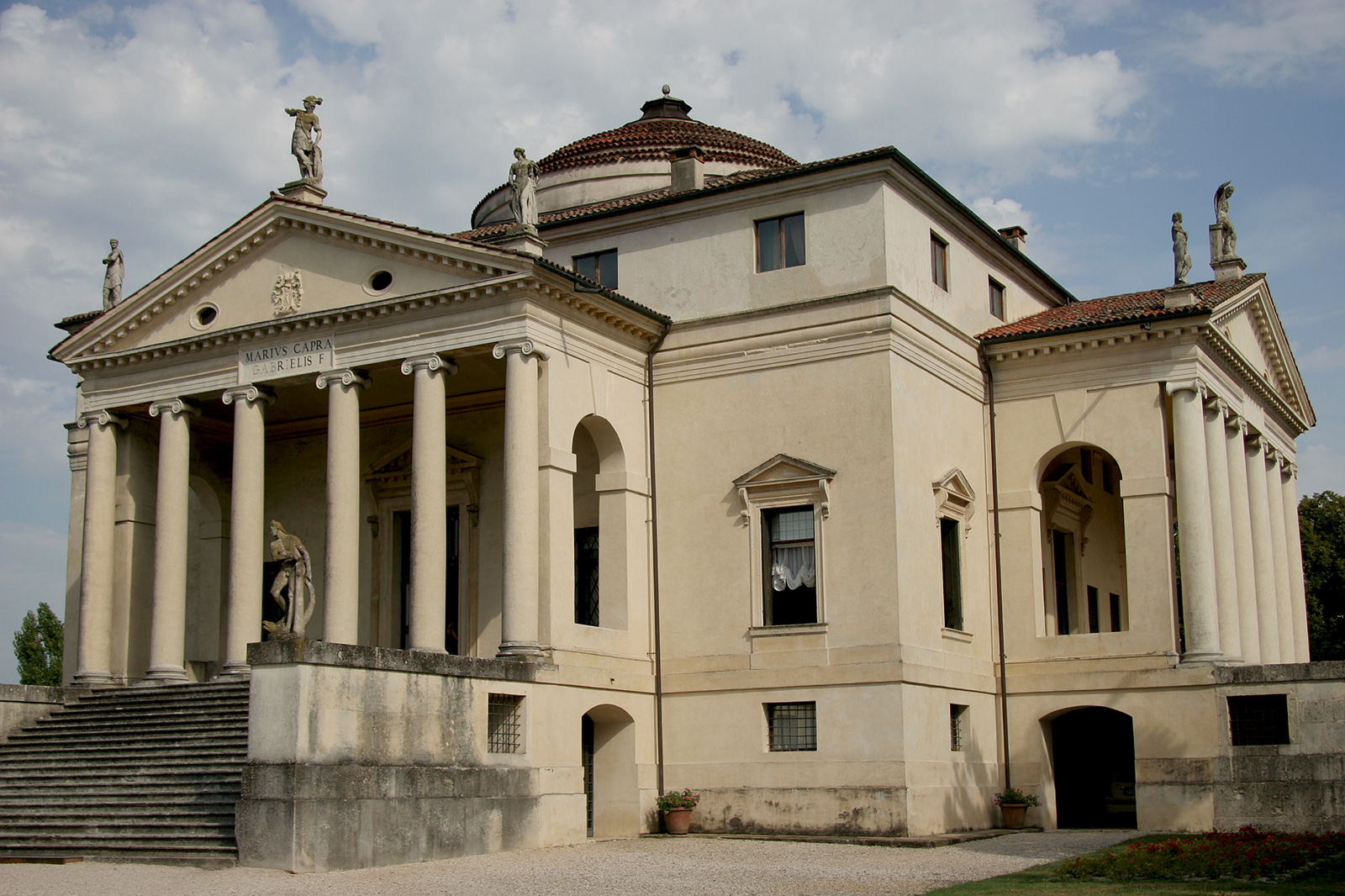
Villa Rotonda (1566-1571), par Palladio.

L'architecture classique désigne un style architectural qui s'inspire directement de l'Antiquité gréco-romaine, dans le contexte de la Renaissance. Partie d'Italie au XVIe siècle, sous l'impulsion notamment de Bramante et Palladio, ce style architectural va se répandre dans toute l'Europe au XVIIe siècle, avant de se transformer en néo-classicisme aux XVIIIe et XIXe siècles.
L'architecture classique est parfois opposée au style baroque, mais cet antagonisme est à nuancer dans la mesure où l'on trouve de nombreuses interférences entre les deux styles : le baroque s'inspirant également de l'antiquité gréco-romaine.

## Histoire

### Les origines gréco-romaines de l'Antiquité
Initialement l'adjectif "classique" s'applique à l'Antiquité gréco-romaine dans son ensemble. Toutefois, le terme va désigner pour la période moderne la renaissance du langage architectural de l'Antiquité, notamment décoratif avec la présence de frontons, colonnes, pilastres, chapiteaux, entablements, corniches.

Éléments architecturaux classiques :
Fronton.
Colonnes et chapiteaux.
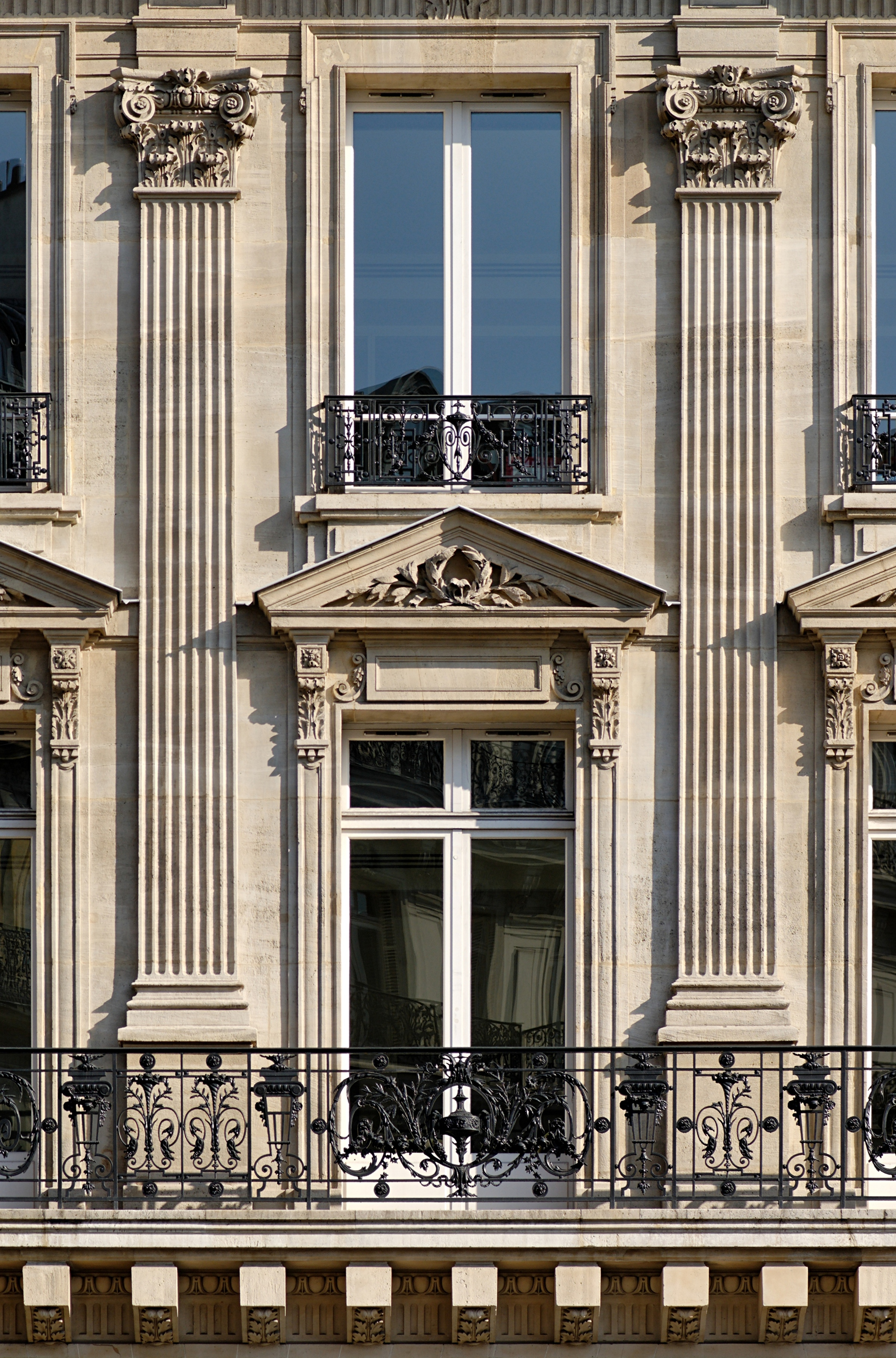
Pilastres.
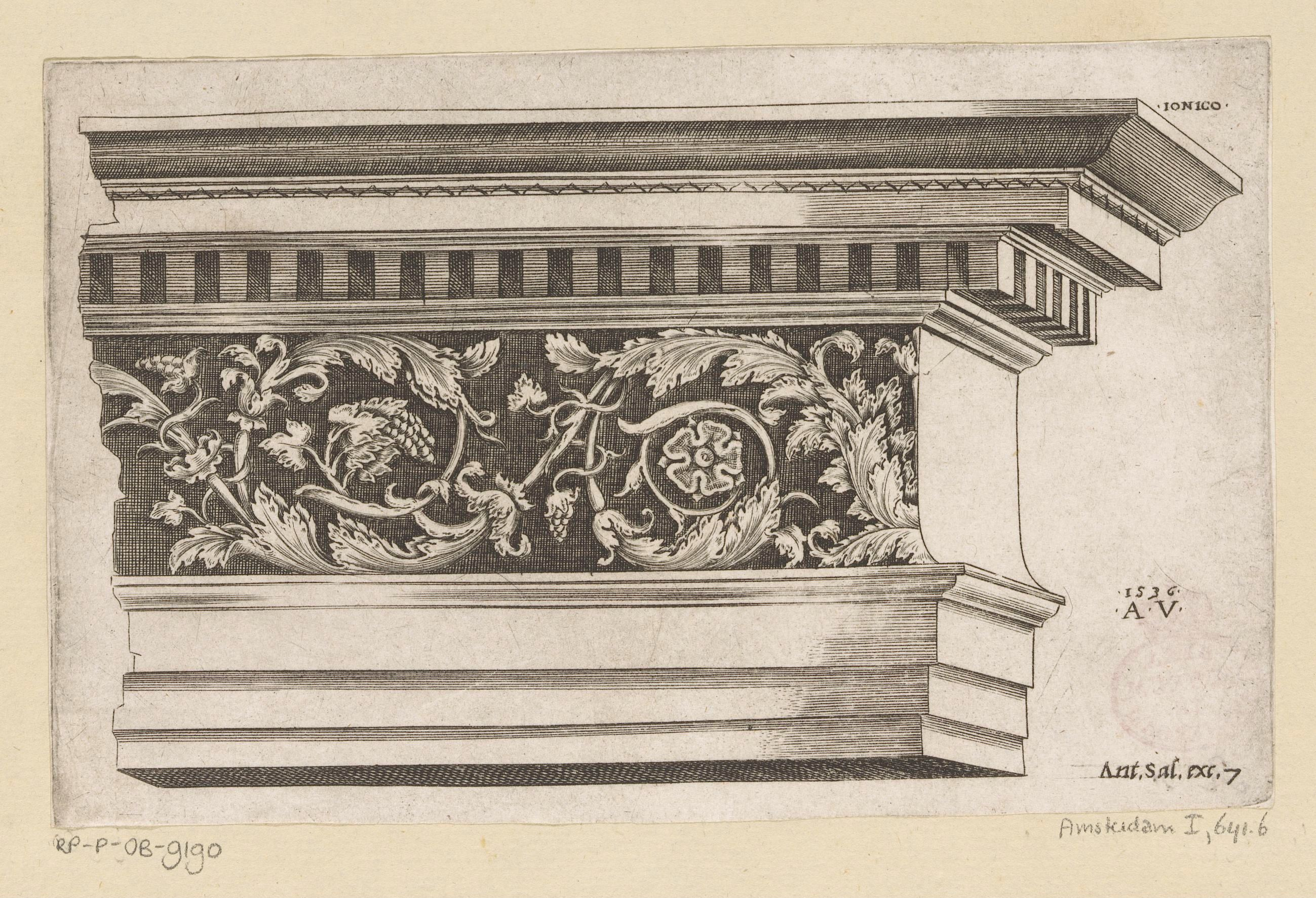
Entablement.

Exemple d'architectures gréco-romaines de l'Antiquité :
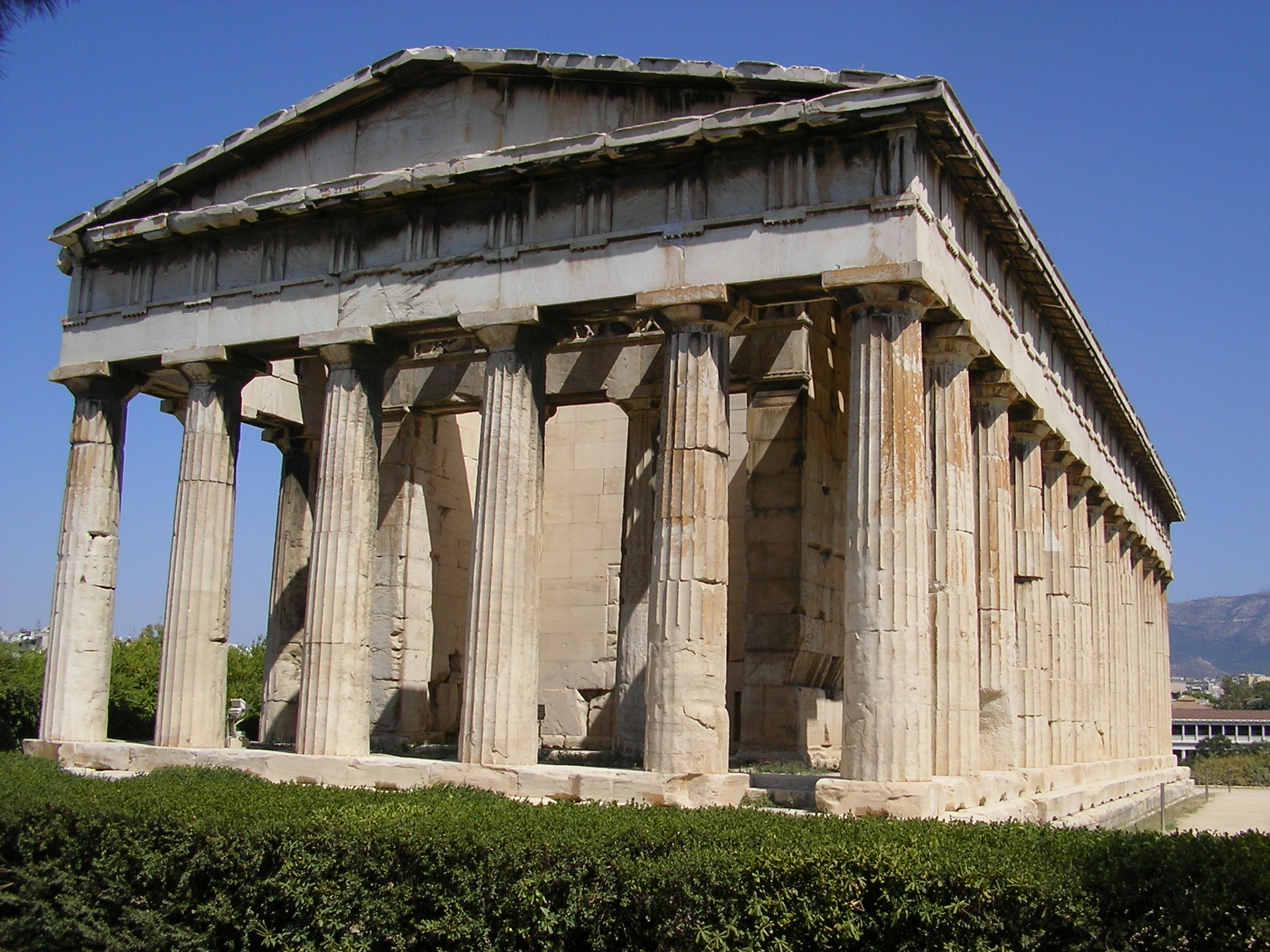
Temple d'Héphaïstos (Ve siècle av. J.-C.) à Athènes.
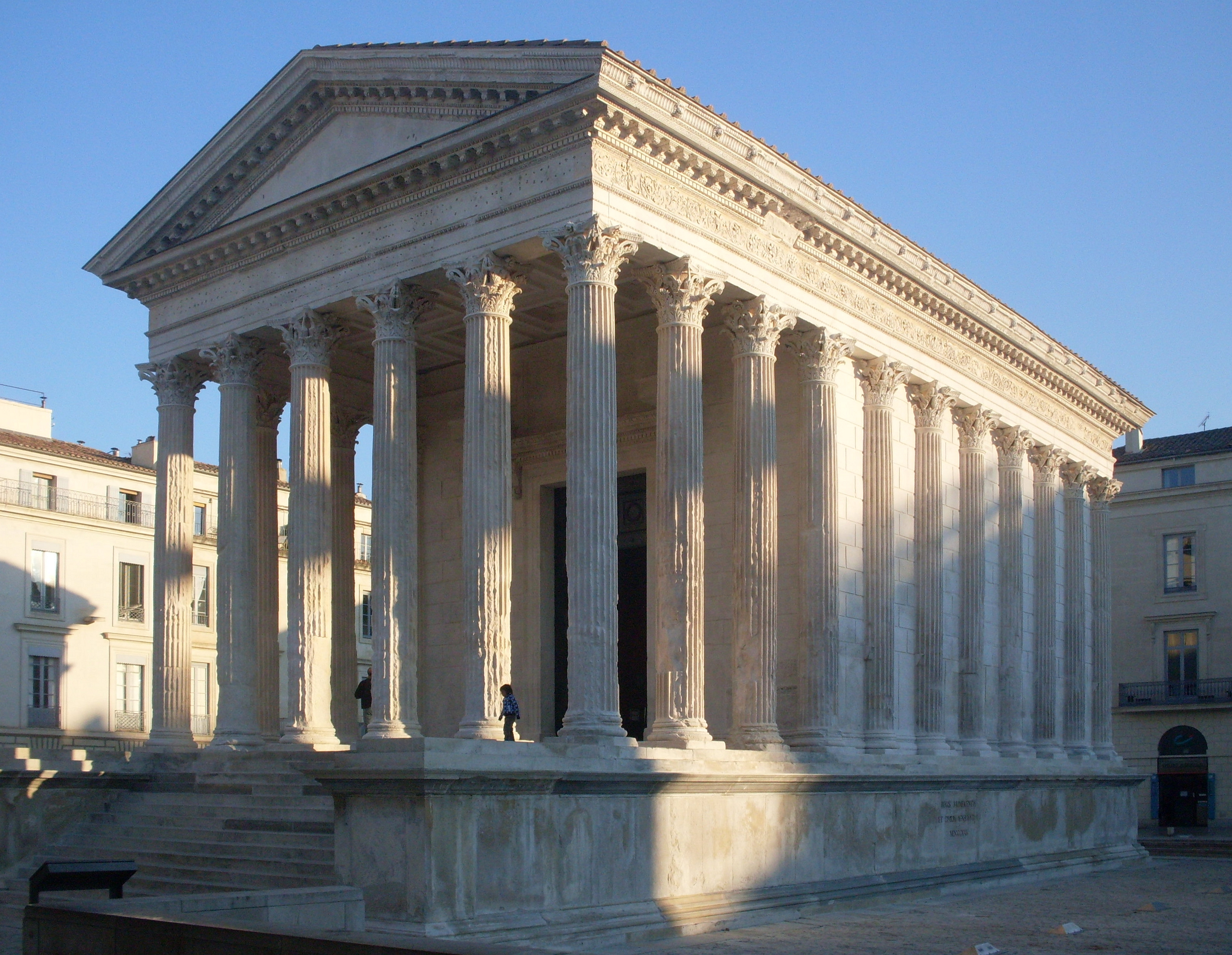
La Maison carrée (10 av. J.-C. - 4 ap. J.-C.), à Nimes.
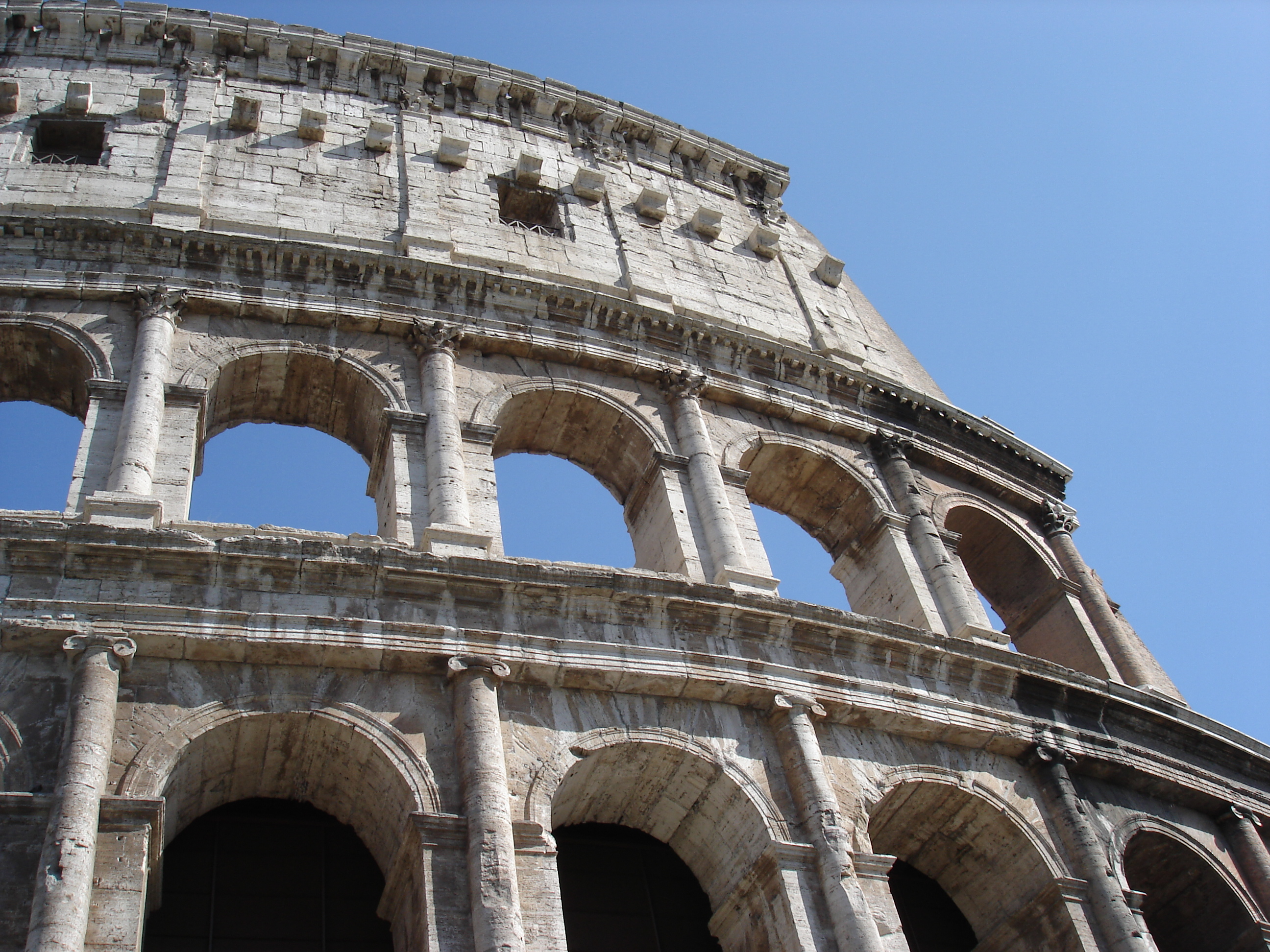
Colisée de Rome (72-80 ap. J.-C.).
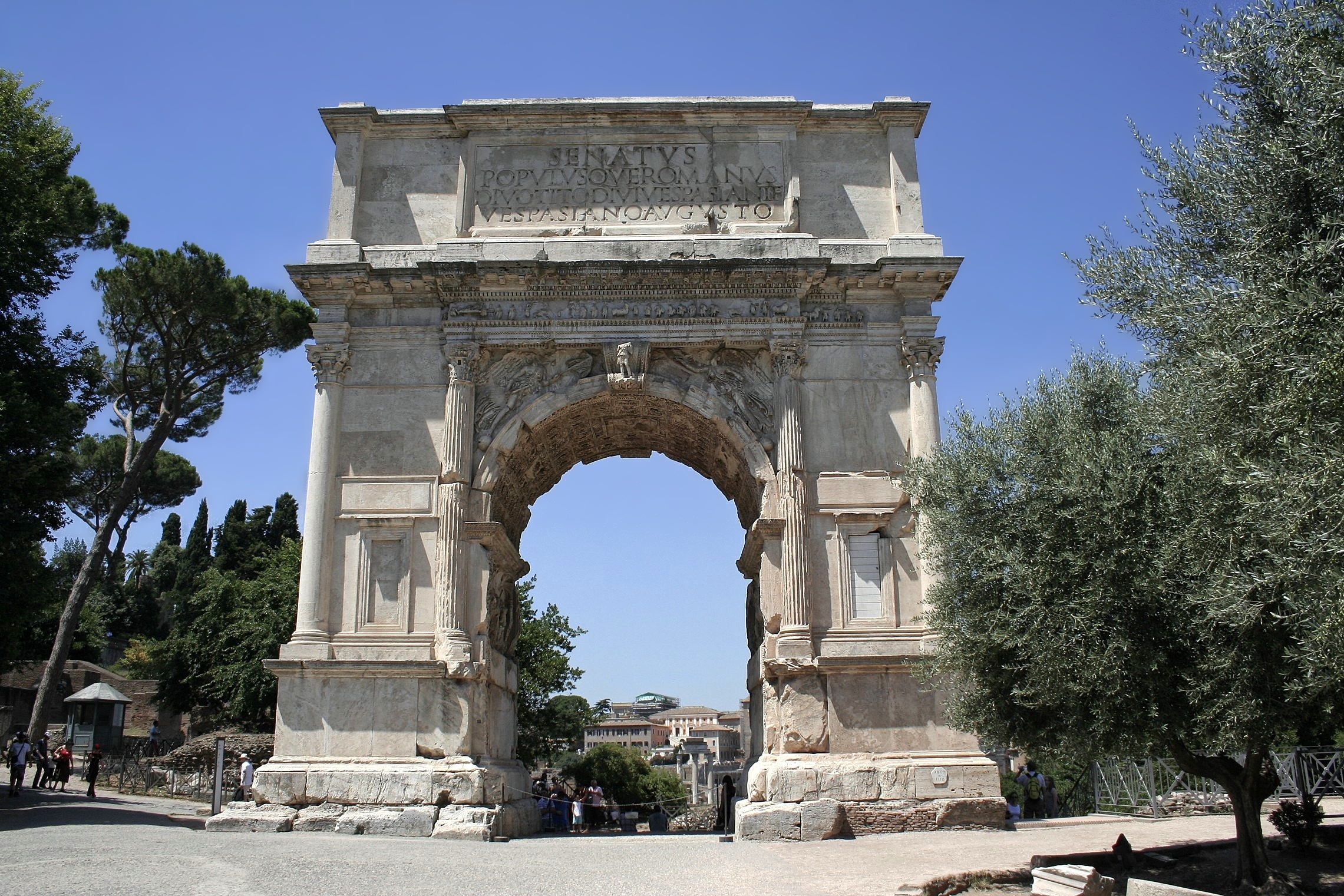
Arc de Titus (Ier siècle), à Rome.
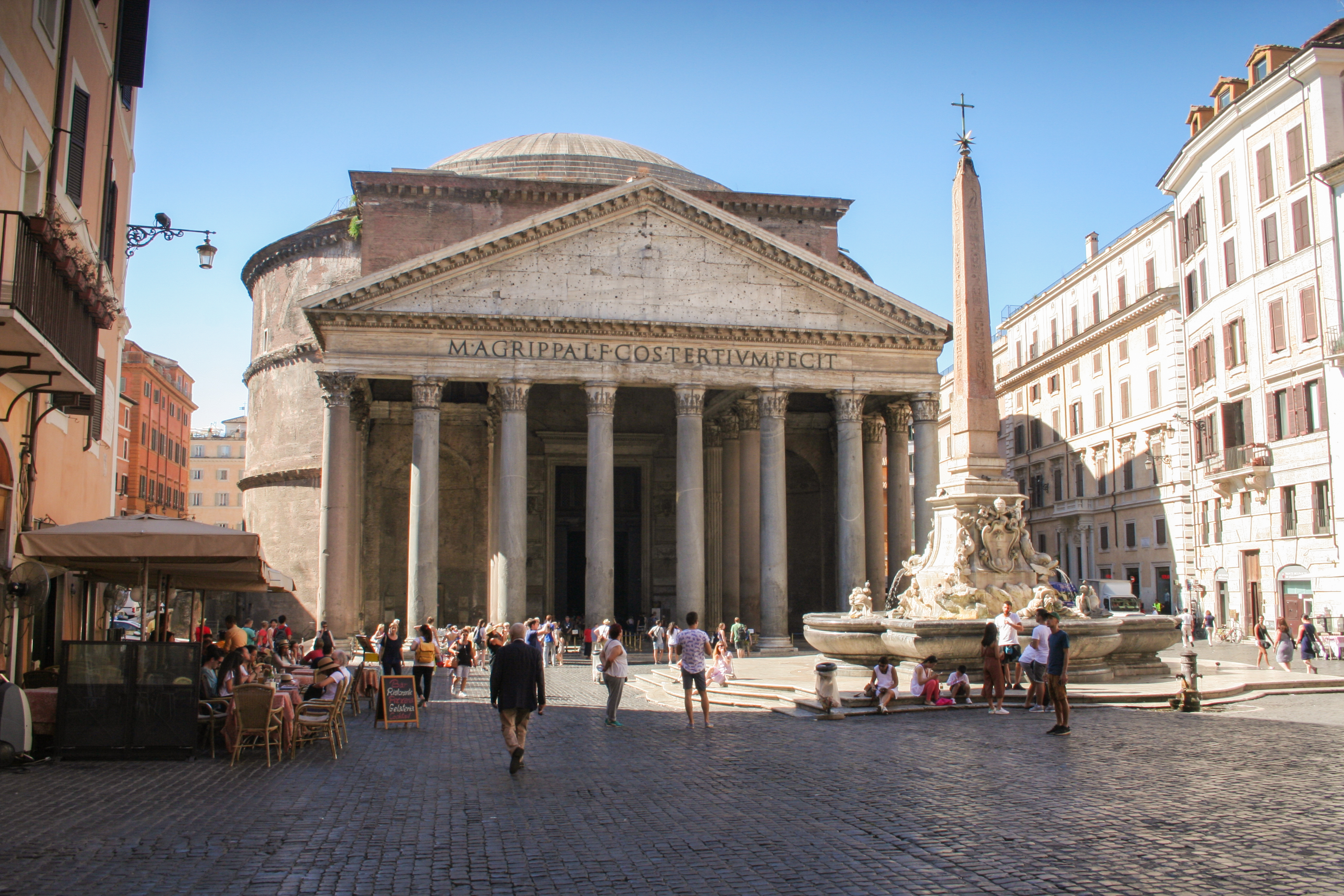
Le Panthéon (125 ap. J.-C.) à Rome.
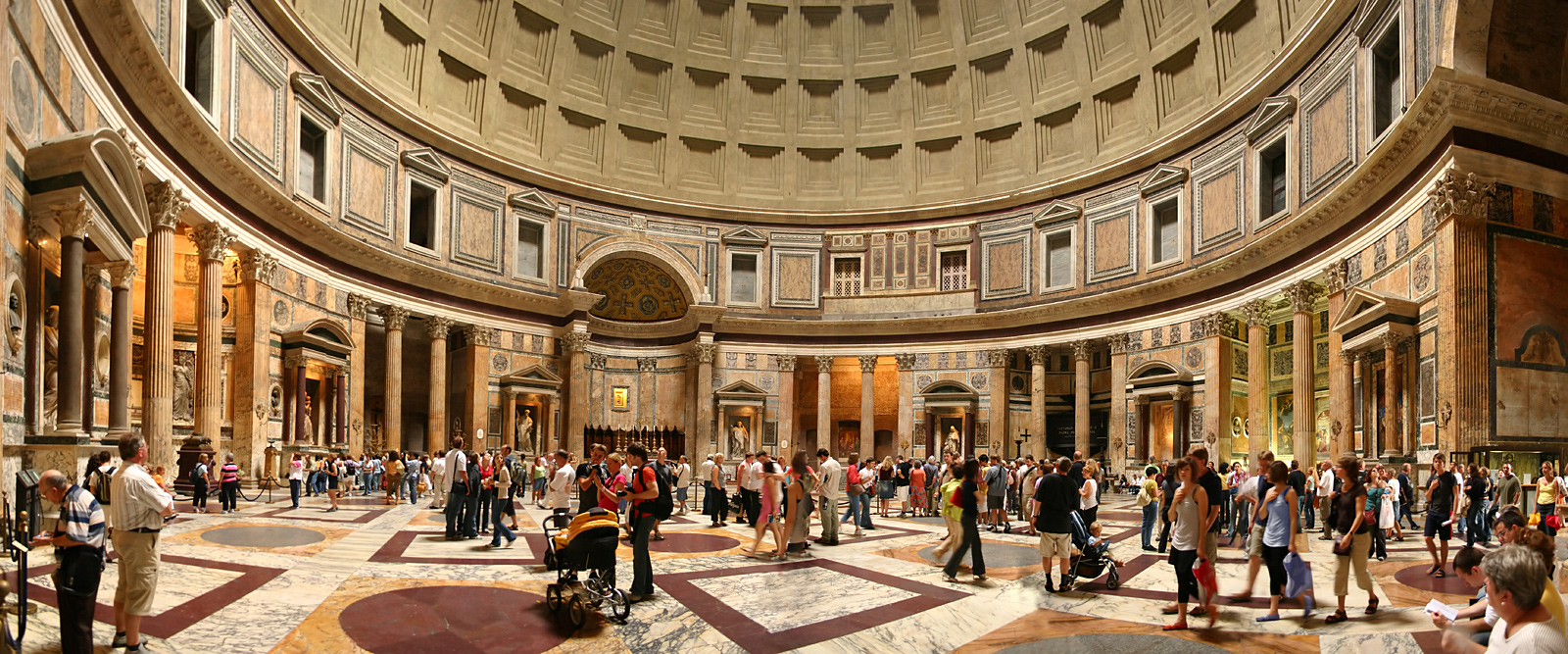
Intérieur du Panthéon de Rome.

Vitruve, architecte romain et rédacteur de De architectura,est l'auteur d'un ouvrage de référence sur l'architecture classique de l'Antiquité écrit entre 35 av. J.-C. et 25 av. J.-C. Il servira de base aux architectes de la Renaissance.

### Renaissance italienne
Alberti et Serlio pour la théorie, Bramante et Palladio pour la mise en pratique :

Œuvres d'Alberti :
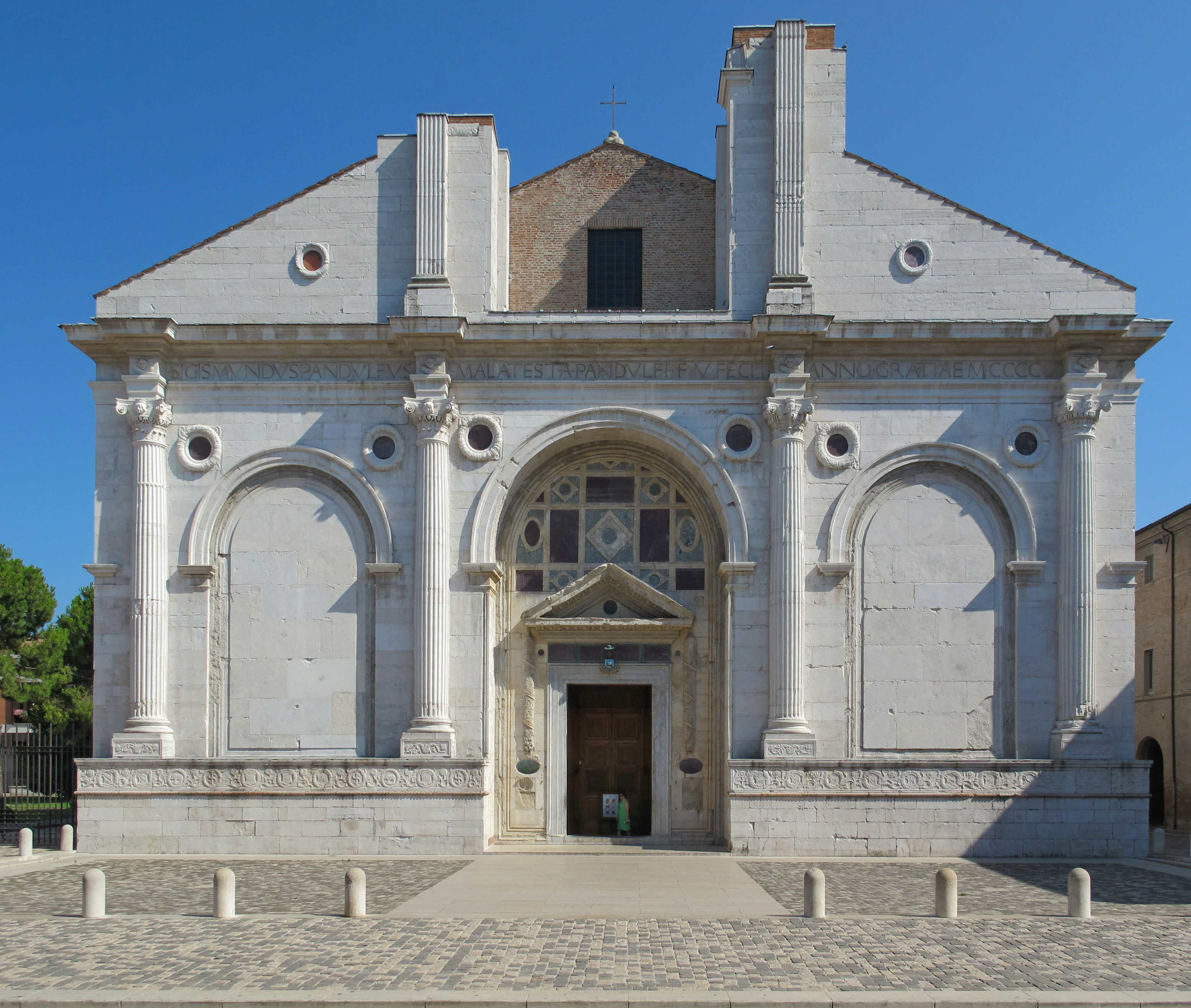
Façade du Temple Malatesta (1447-1460).
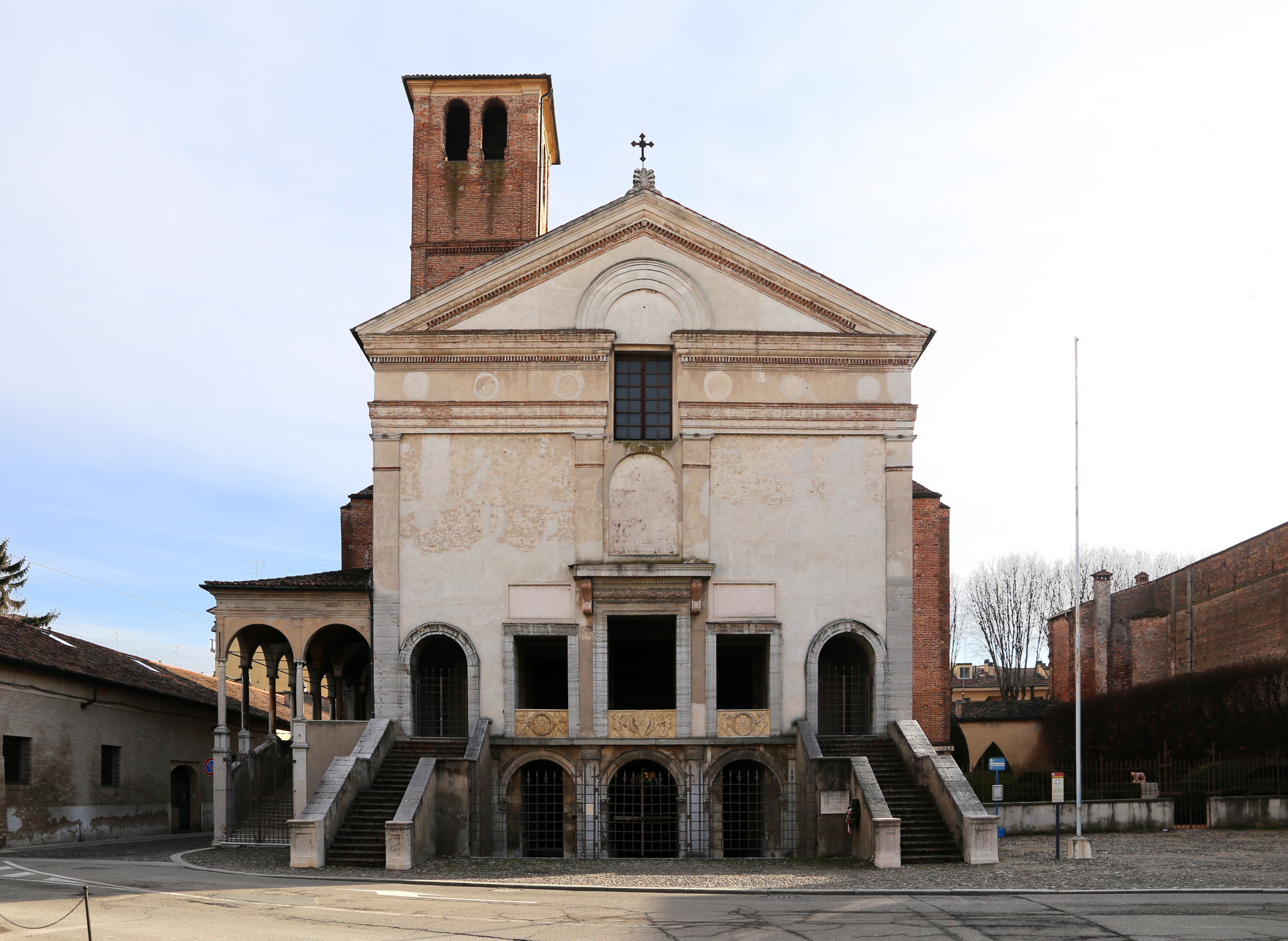
Façade de l'église Saint-Sébastien de Mantoue (1460-1470).
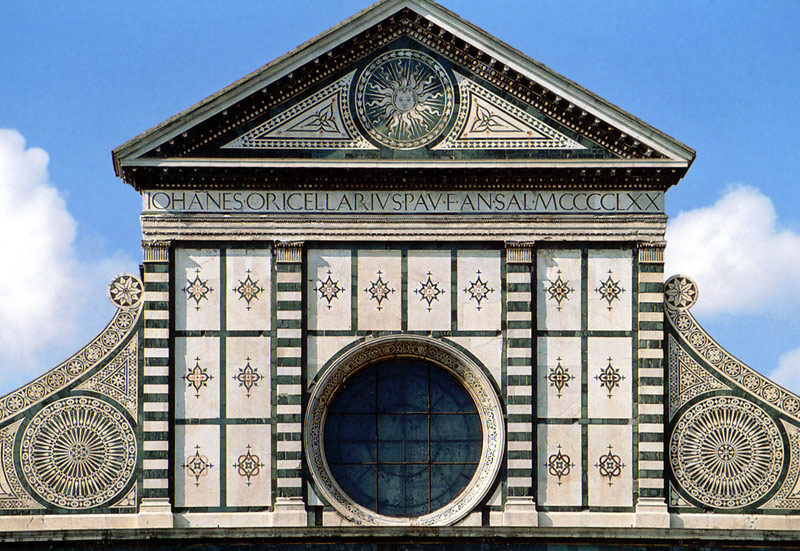
Façade de la basilique Santa Maria Novella (1470).
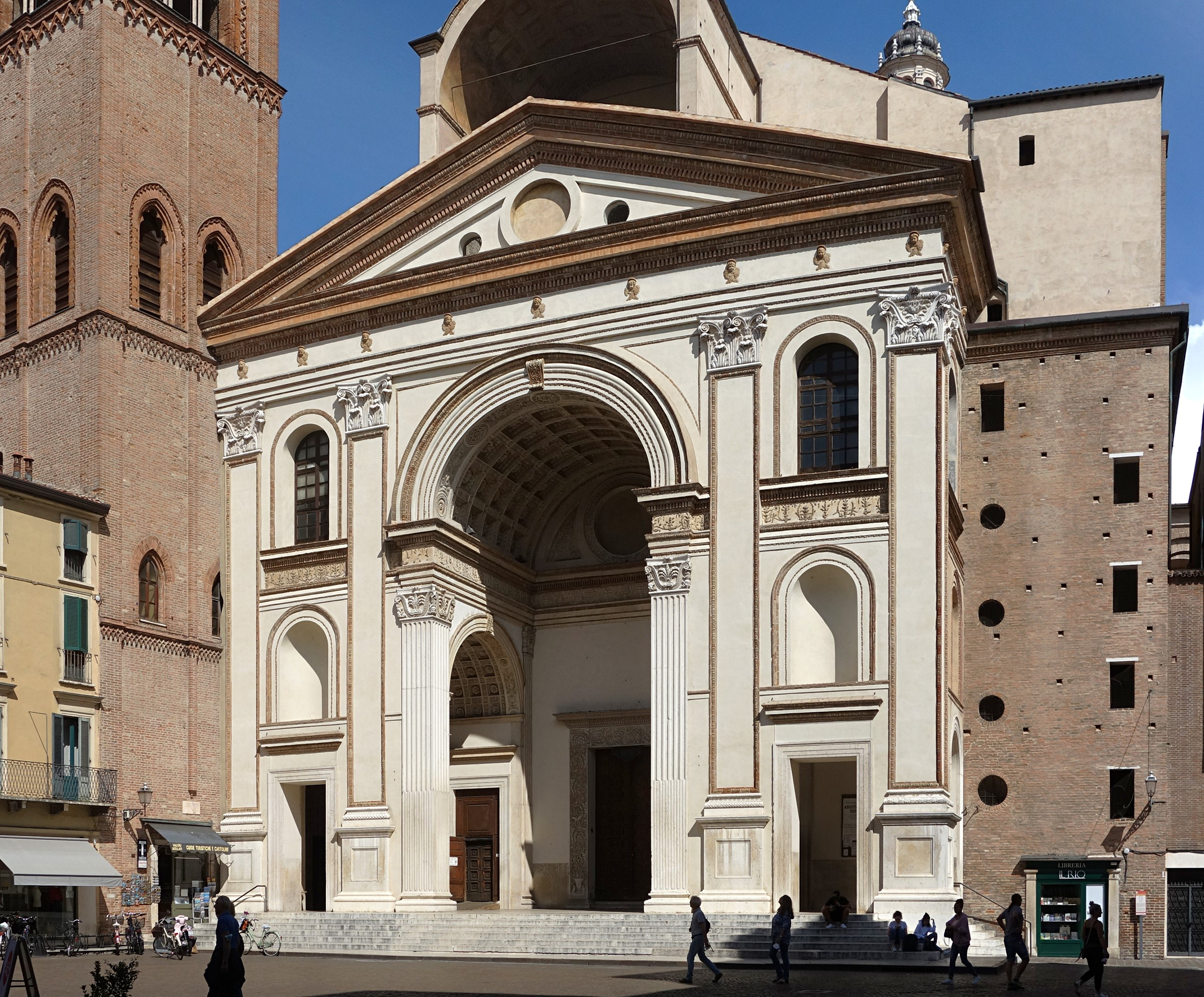
Façade de la basilique Saint-André de Mantoue (1472-1488).

Œuvres de Bramante :
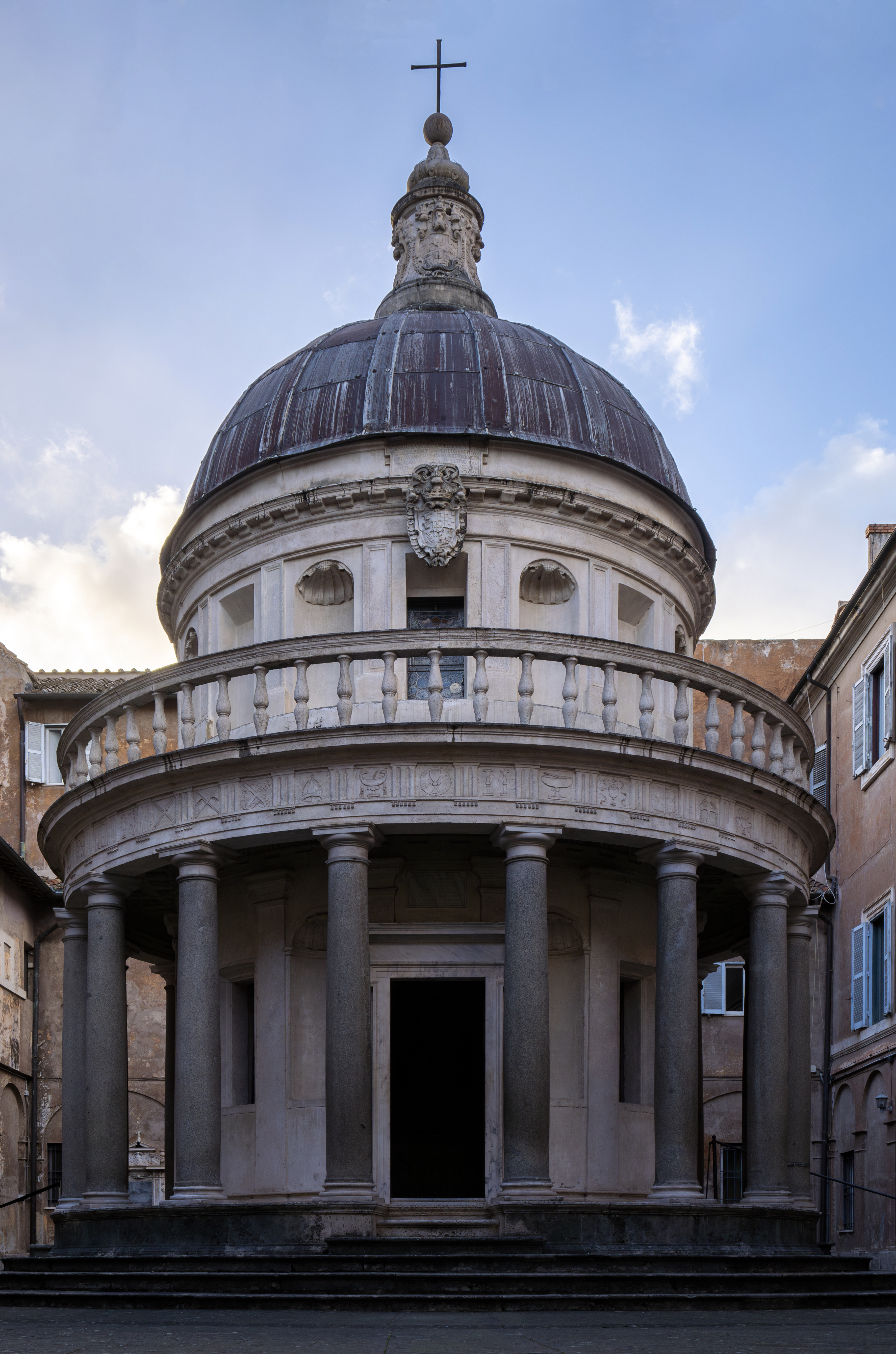
Le Tempietto (1502).
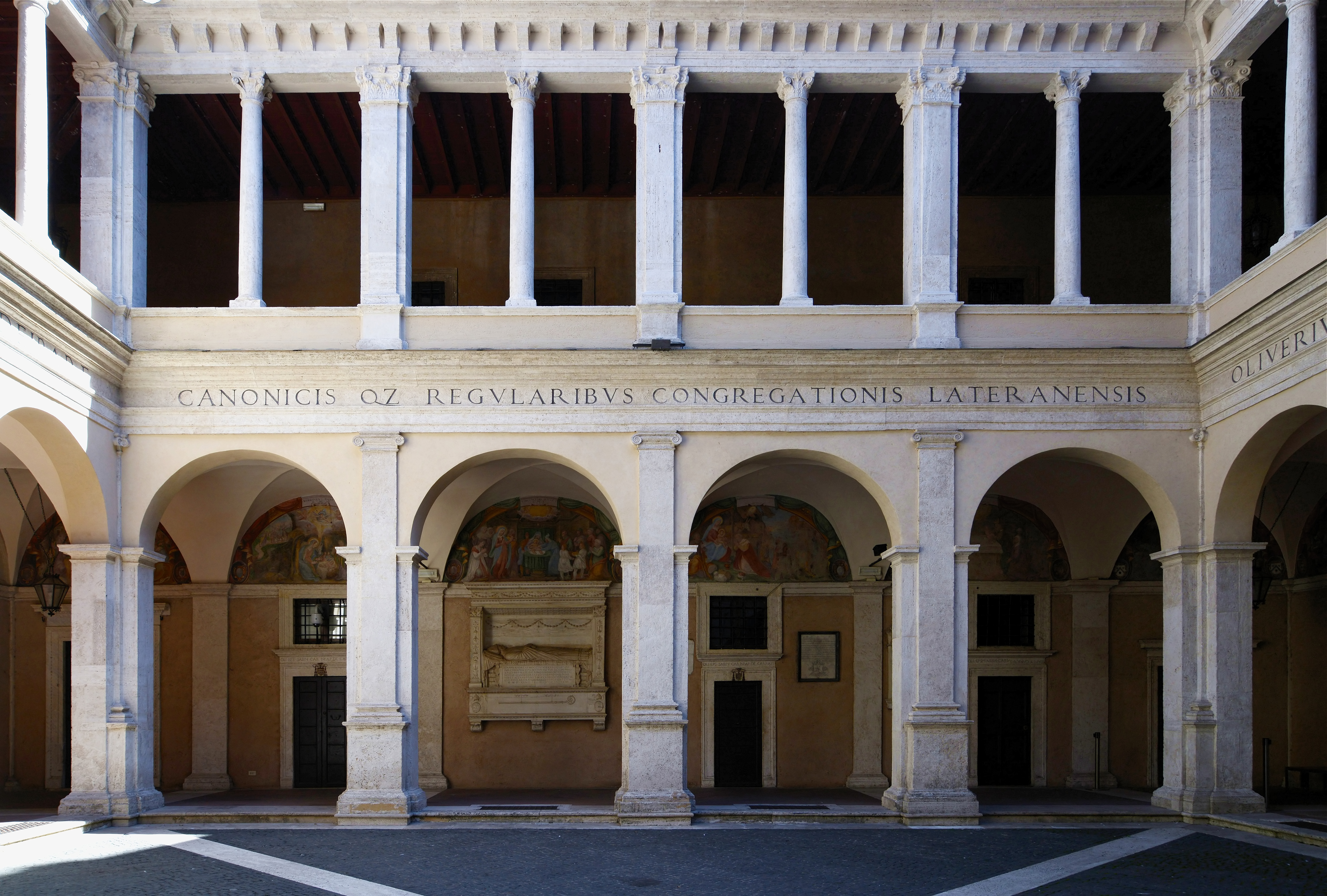
Le cloître de Bramante (1500-1504).
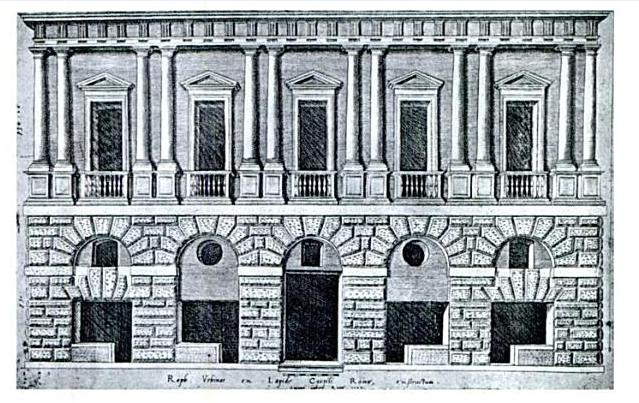
Palais Caprini (1510).

Œuvres de Palladio :
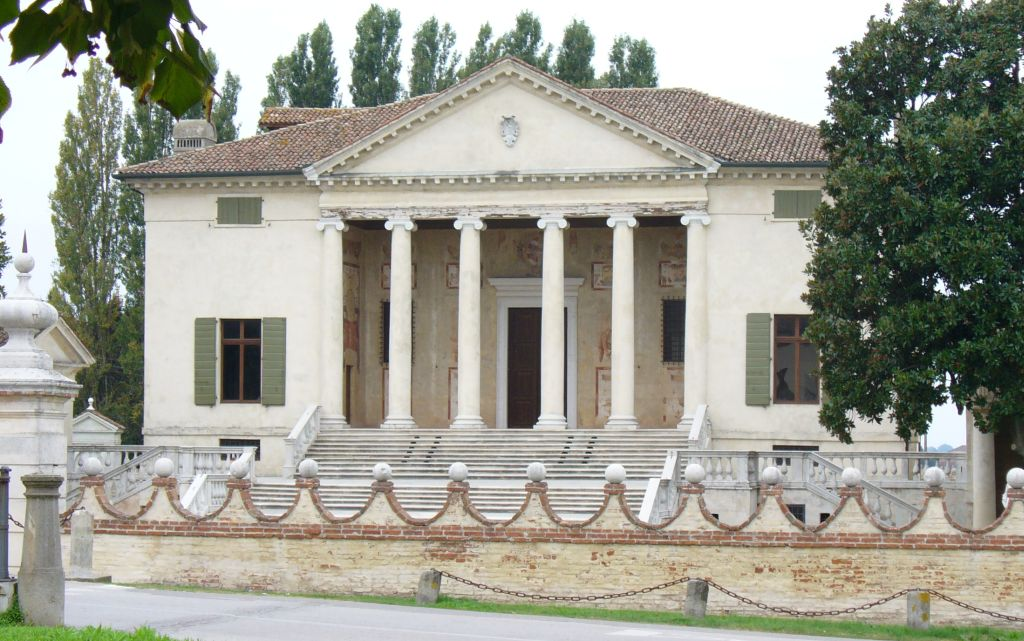
Villa Badoer (1556-1563).
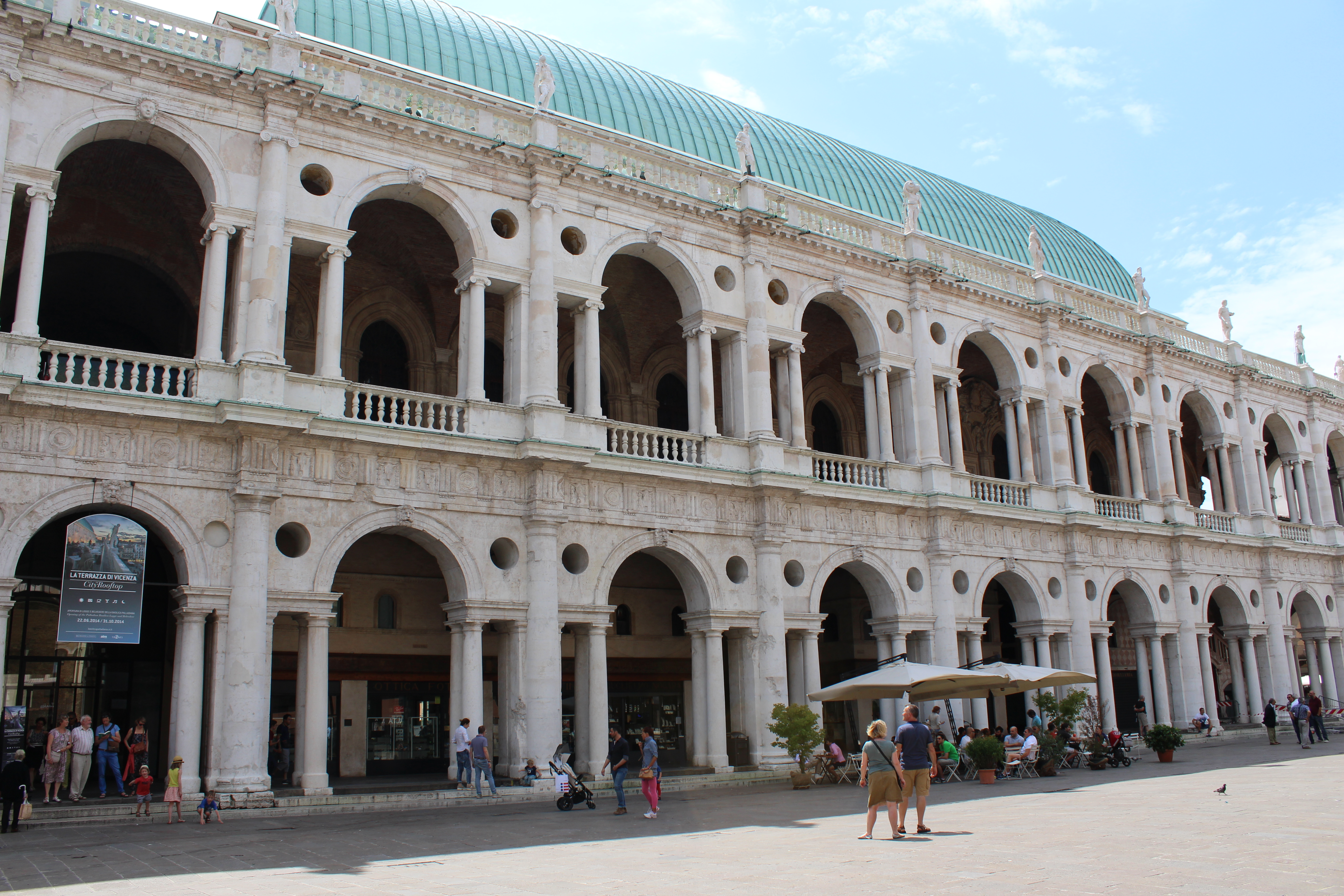
Basilique palladienne à Vicence (2nde partie du XVIe siècle).
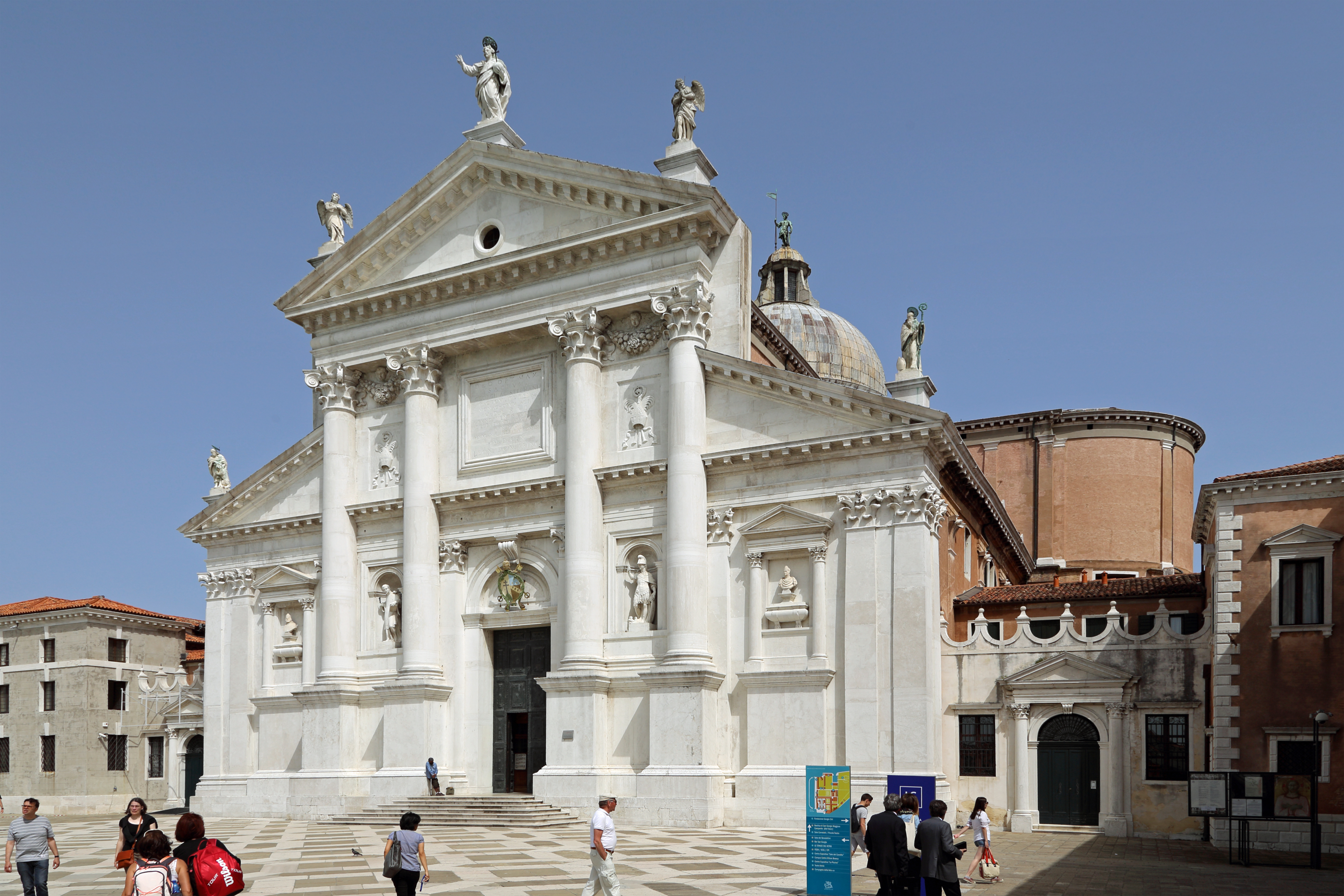
Basilique San Giorgio Maggiore de Venise (2nde partie du XVIe siècle).

### En France: le classicisme

#### Milieu XVIesiècle et début XVIIesiècle
Les précurseurs :

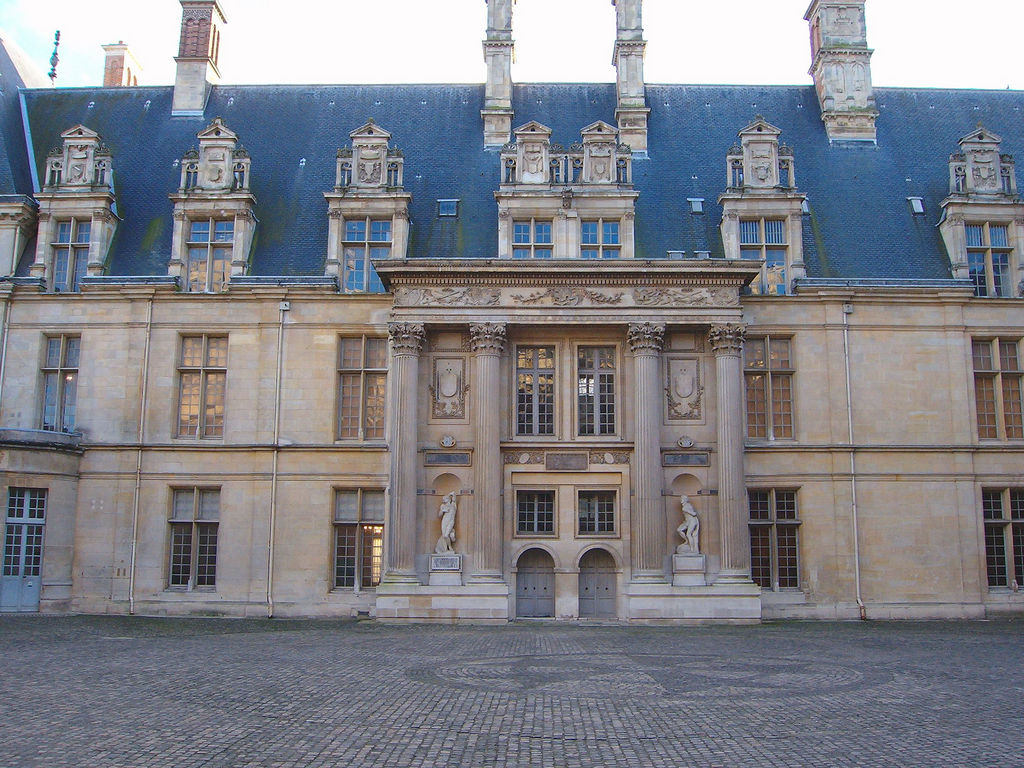
Aile Sud du château d'Écouen (1550), par Jean Bullant.
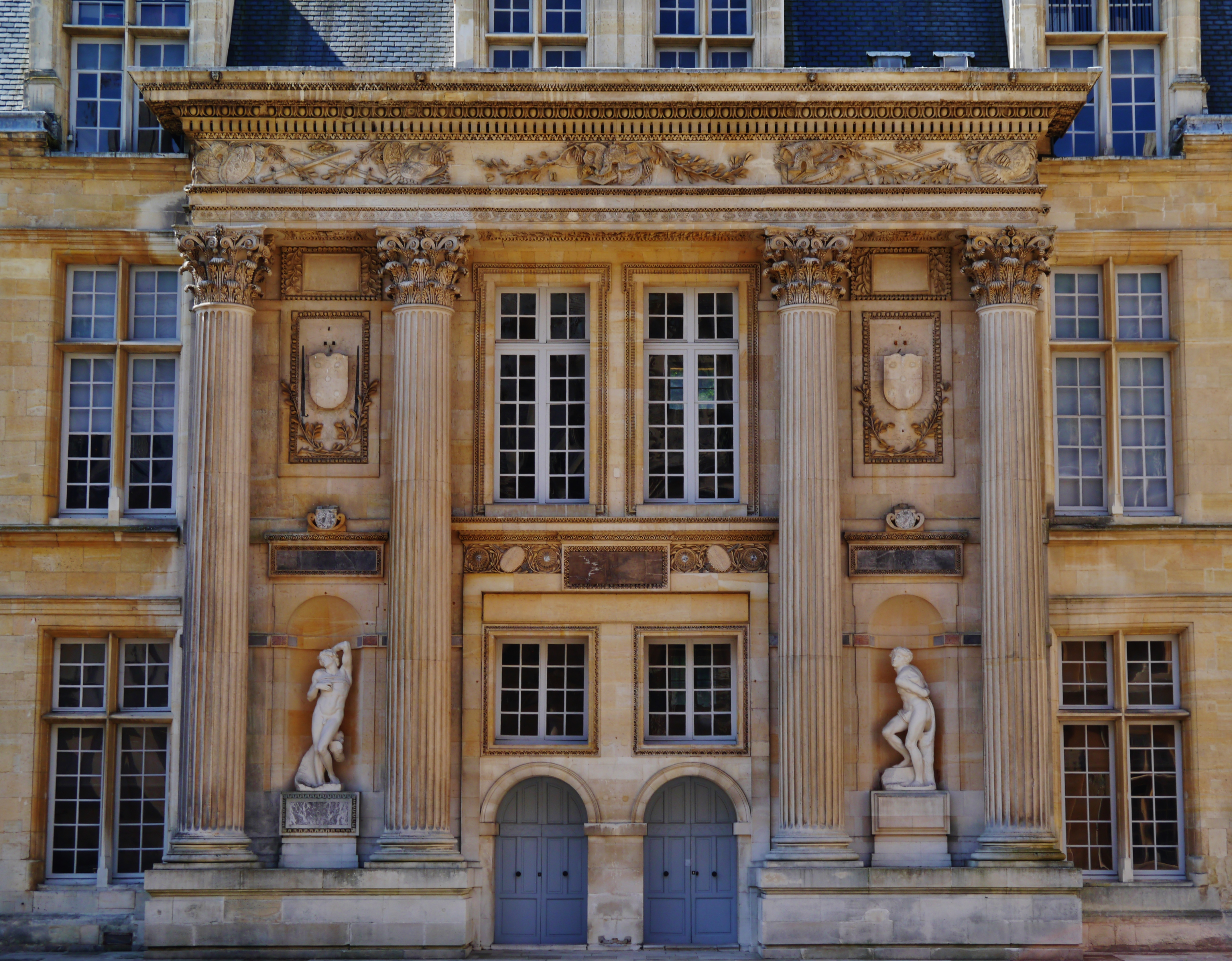
Château d'Écouen, détail de l'aile Sud.
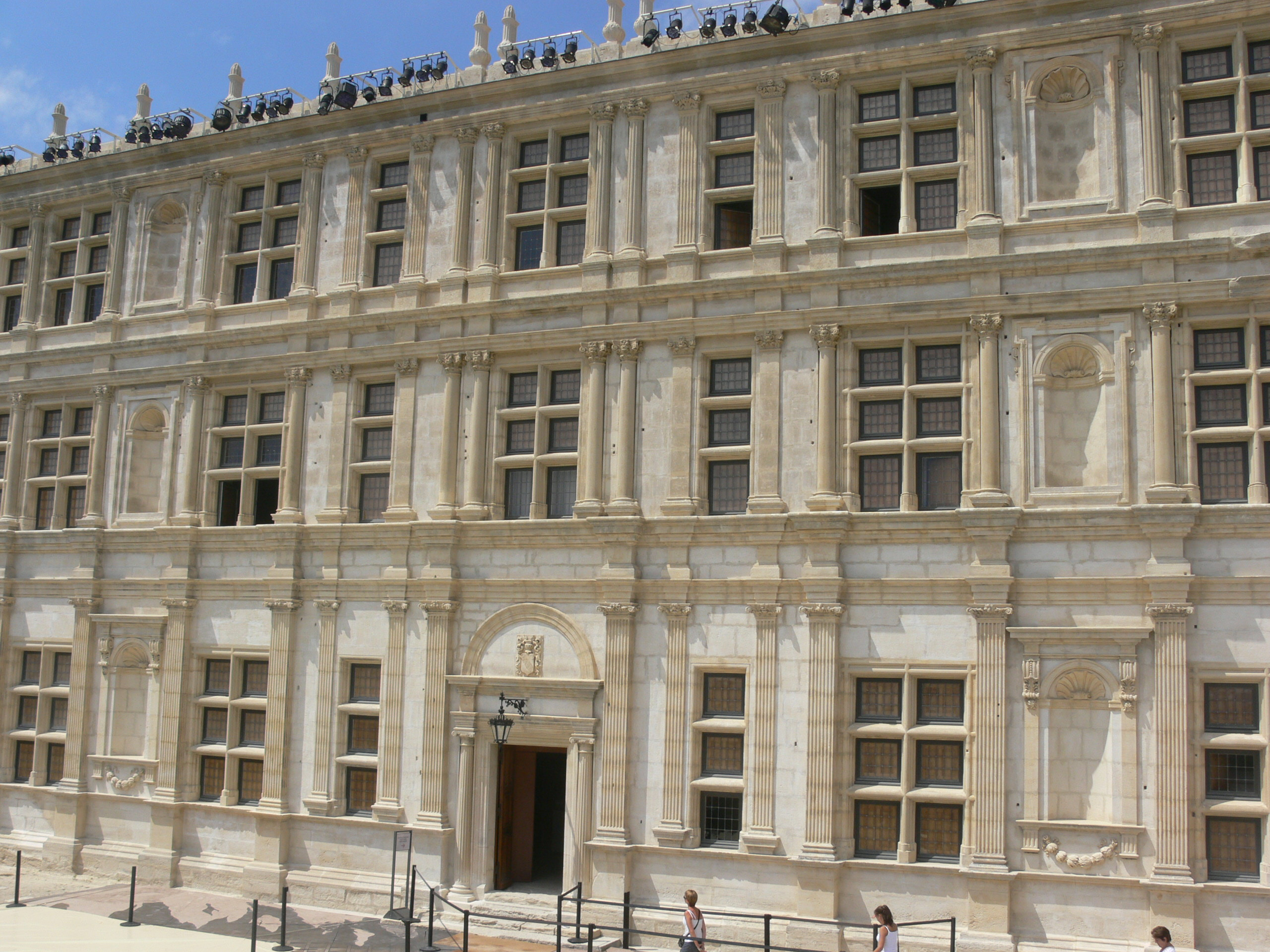
Façade sud du château de Grignan (1551-1556).
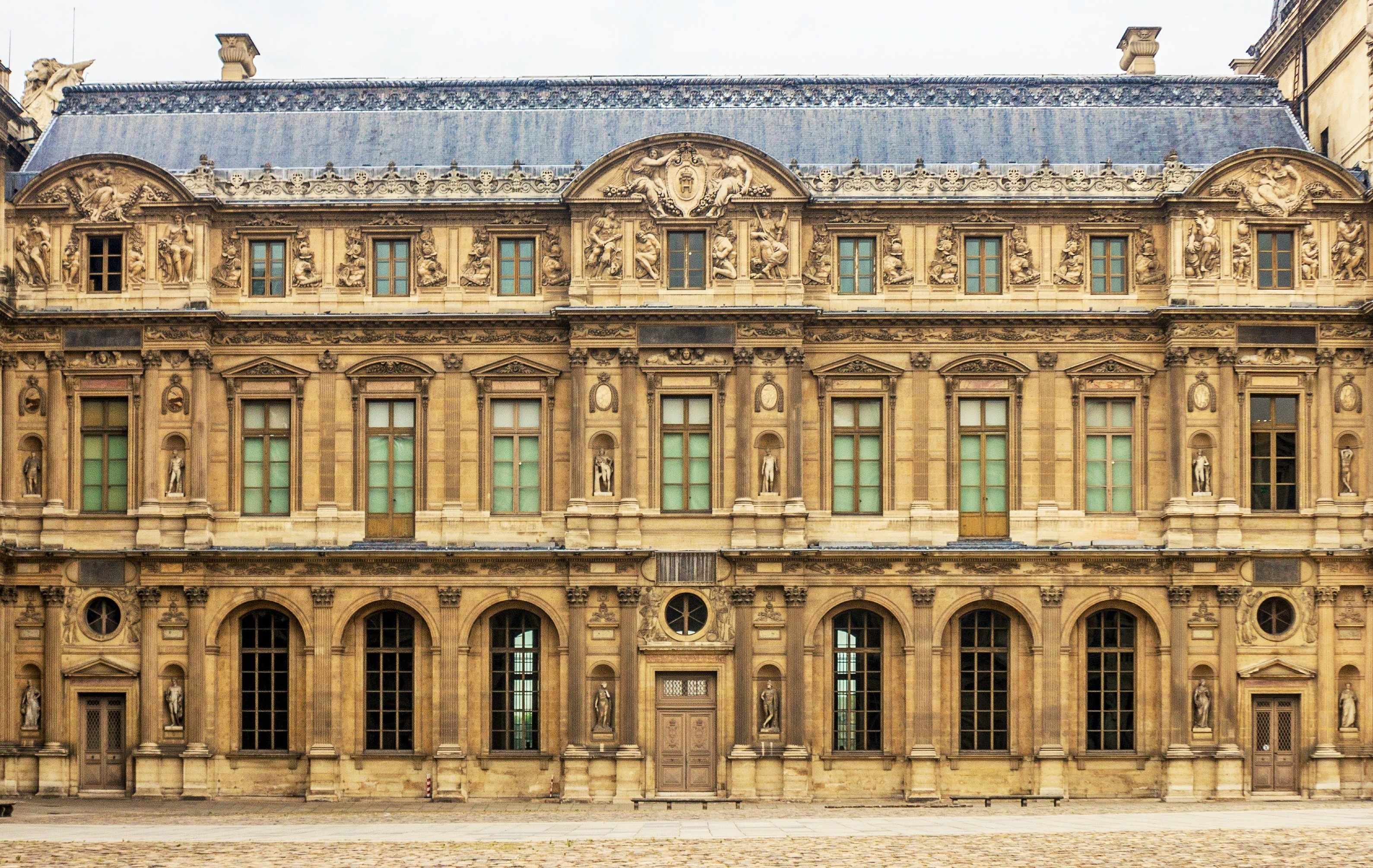
Aile Lescot du Palais du Louvre, réalisée vers 1560 par Pierre Lescot.
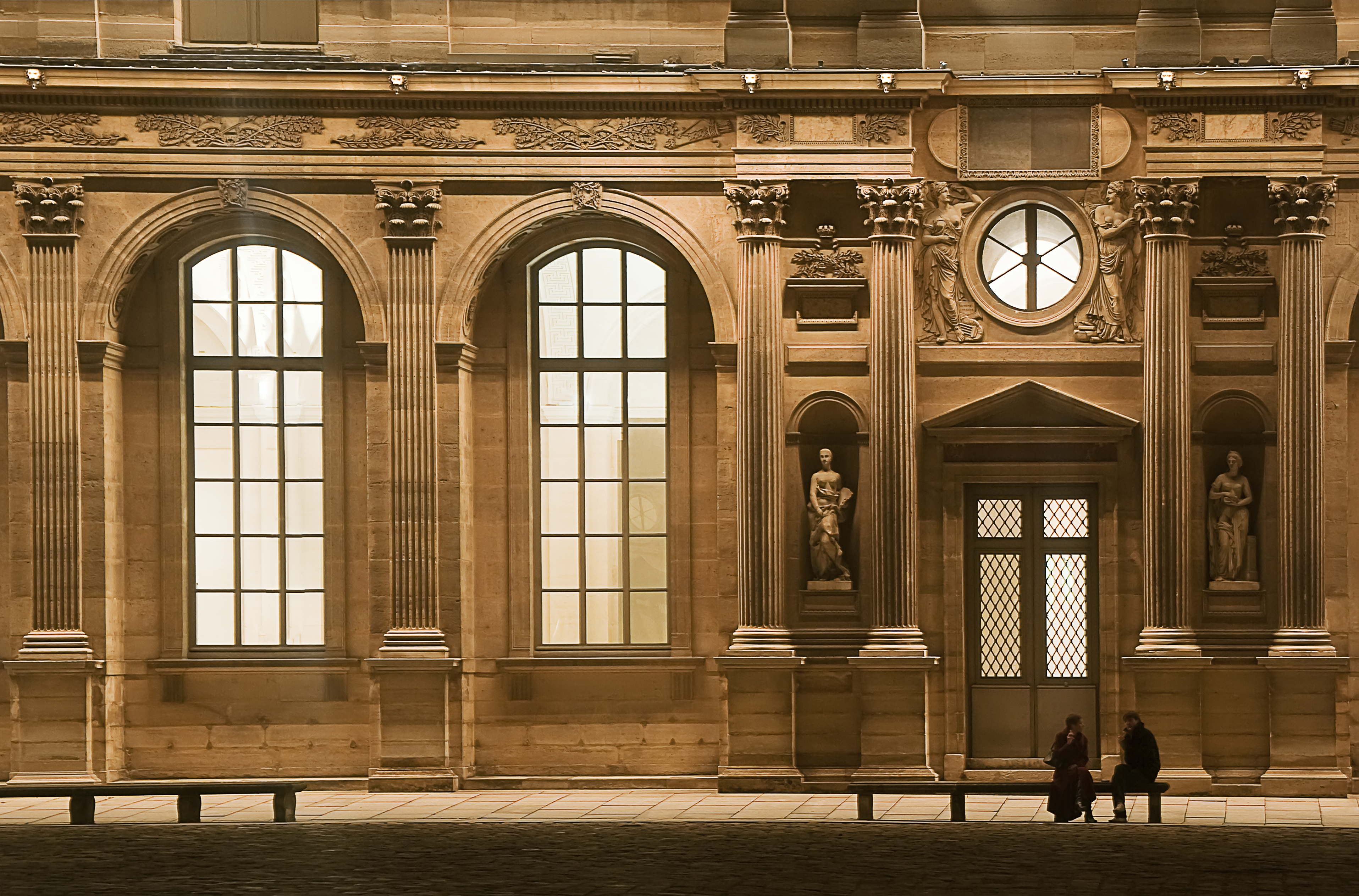
Aile Lescot, détail de la façade.
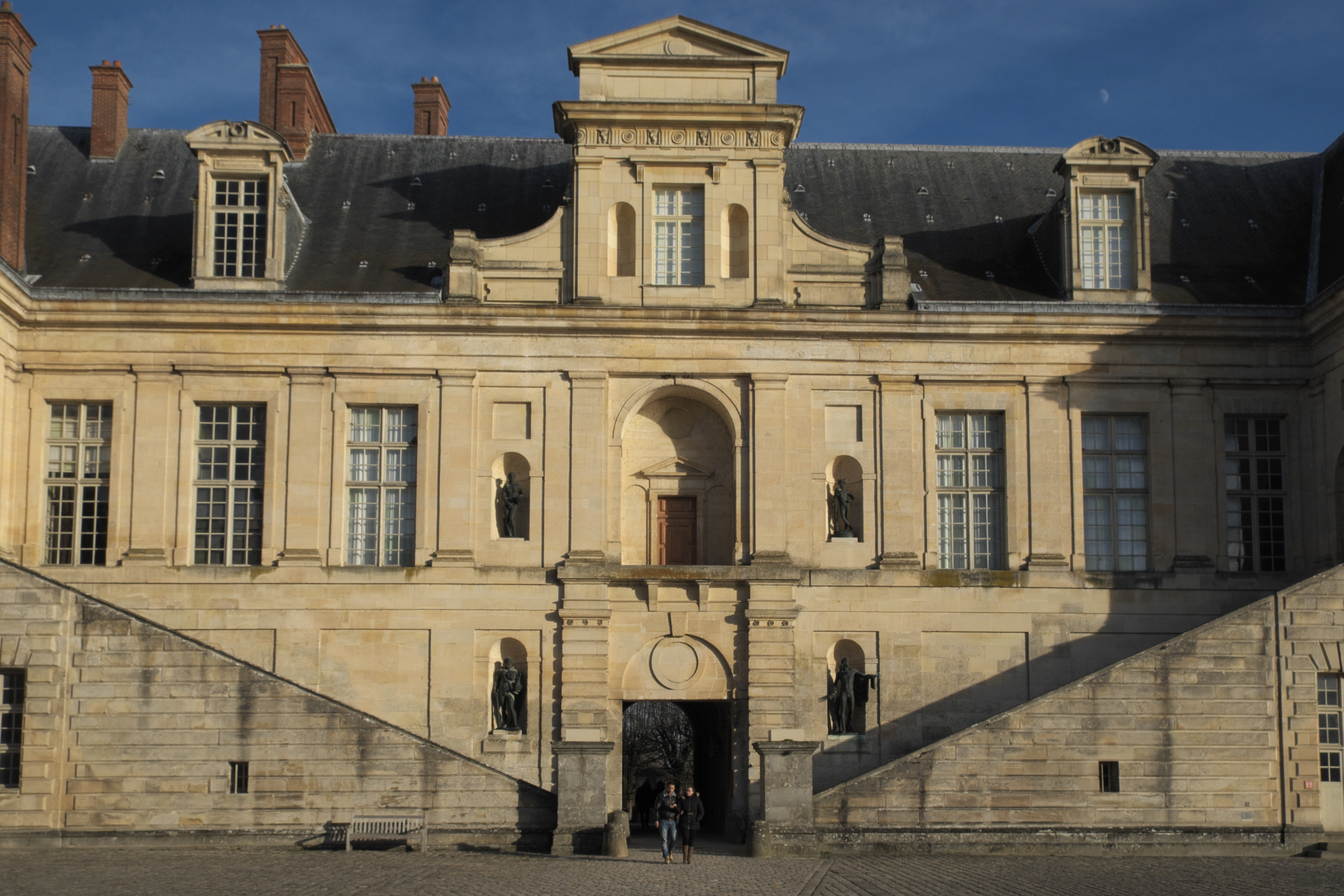
L'aile de la Belle Cheminée du château de Fontainbleau, bâtie entre 1565 et 1570 sur les dessins du Primatice.
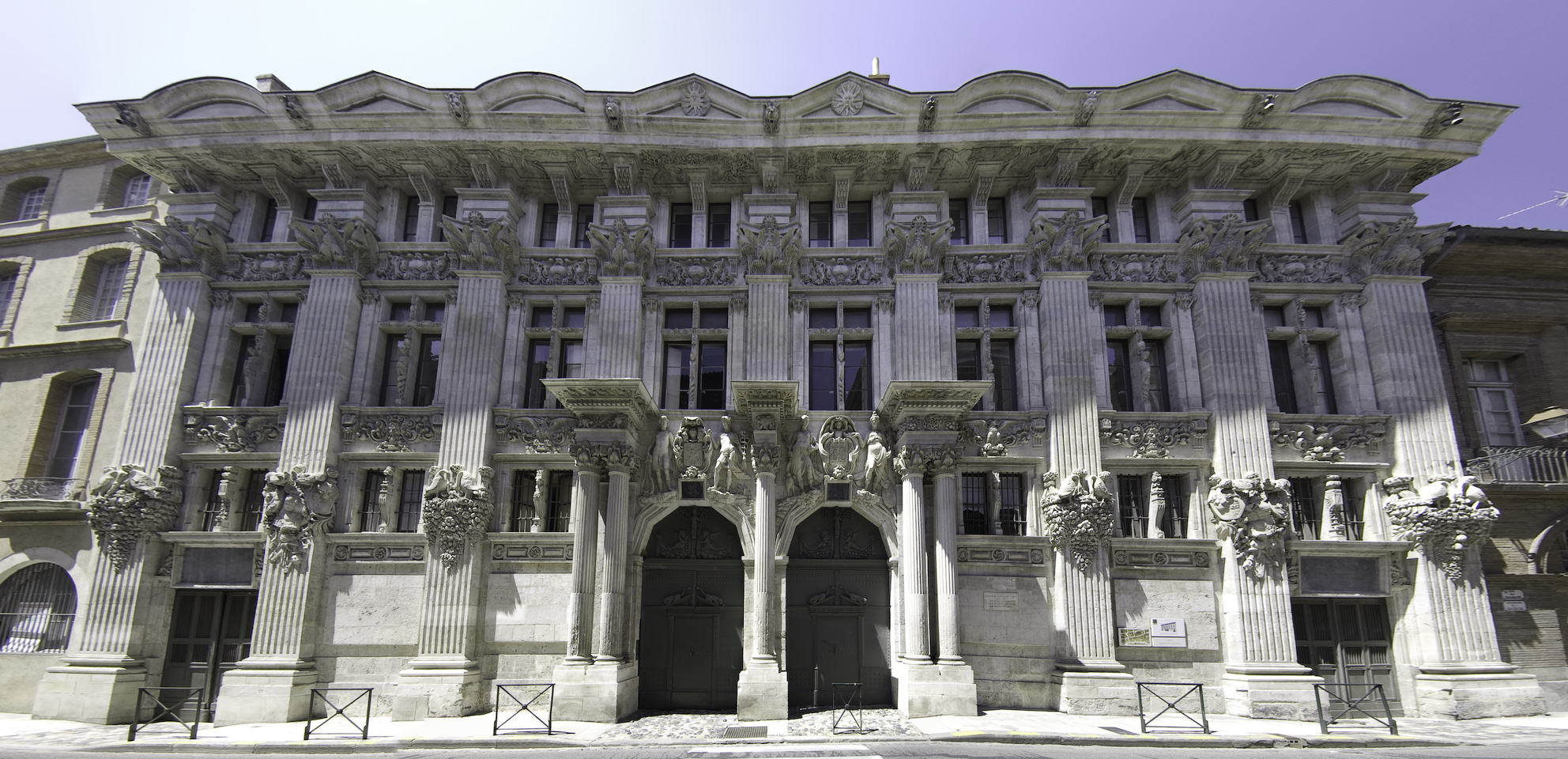
Façade de l'hôtel de Clary à Toulouse (1610).

Les débuts sur des grands ensembles :

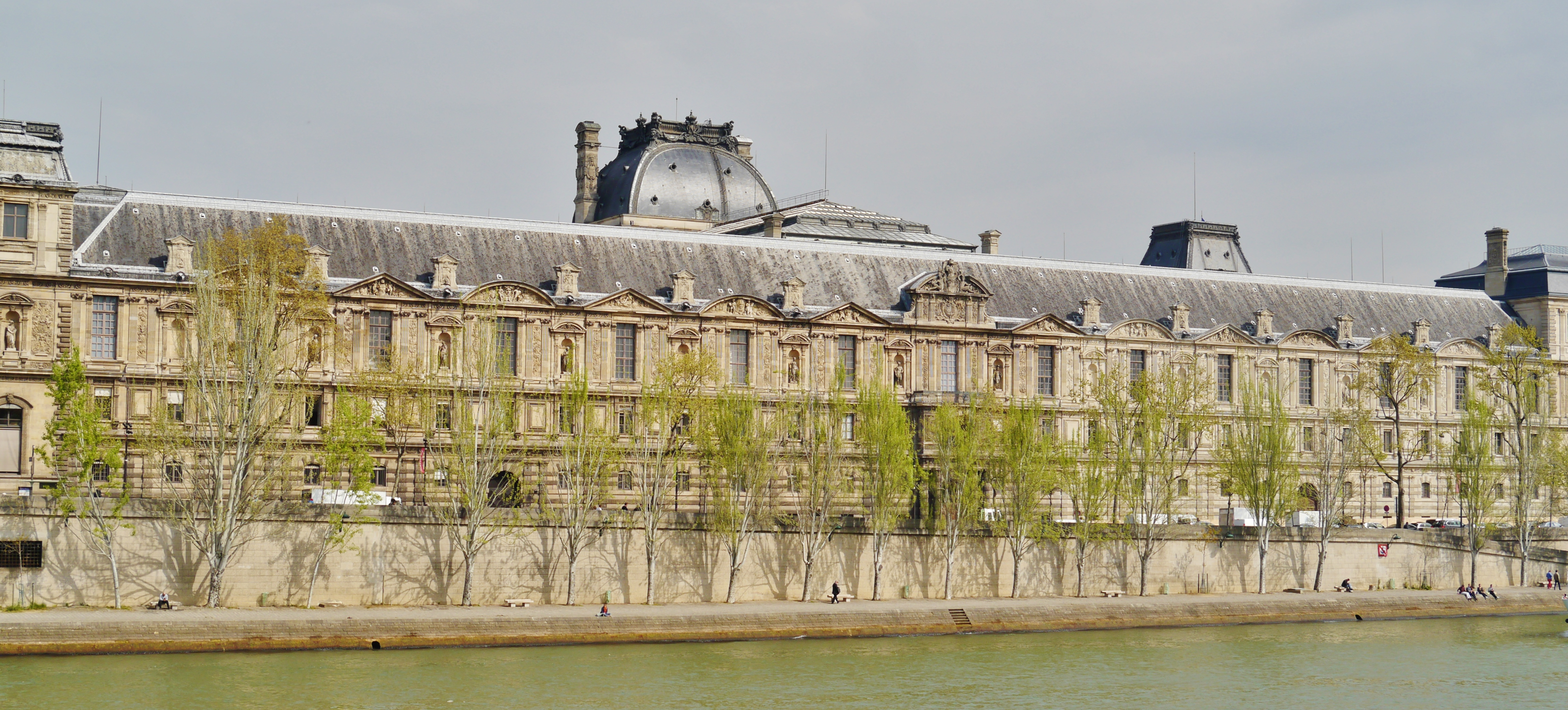
Partie Est de la Galerie du bord de l'eau (1595-1610), réalisée par Louis Métezeau, Palais du Louvre, Paris.
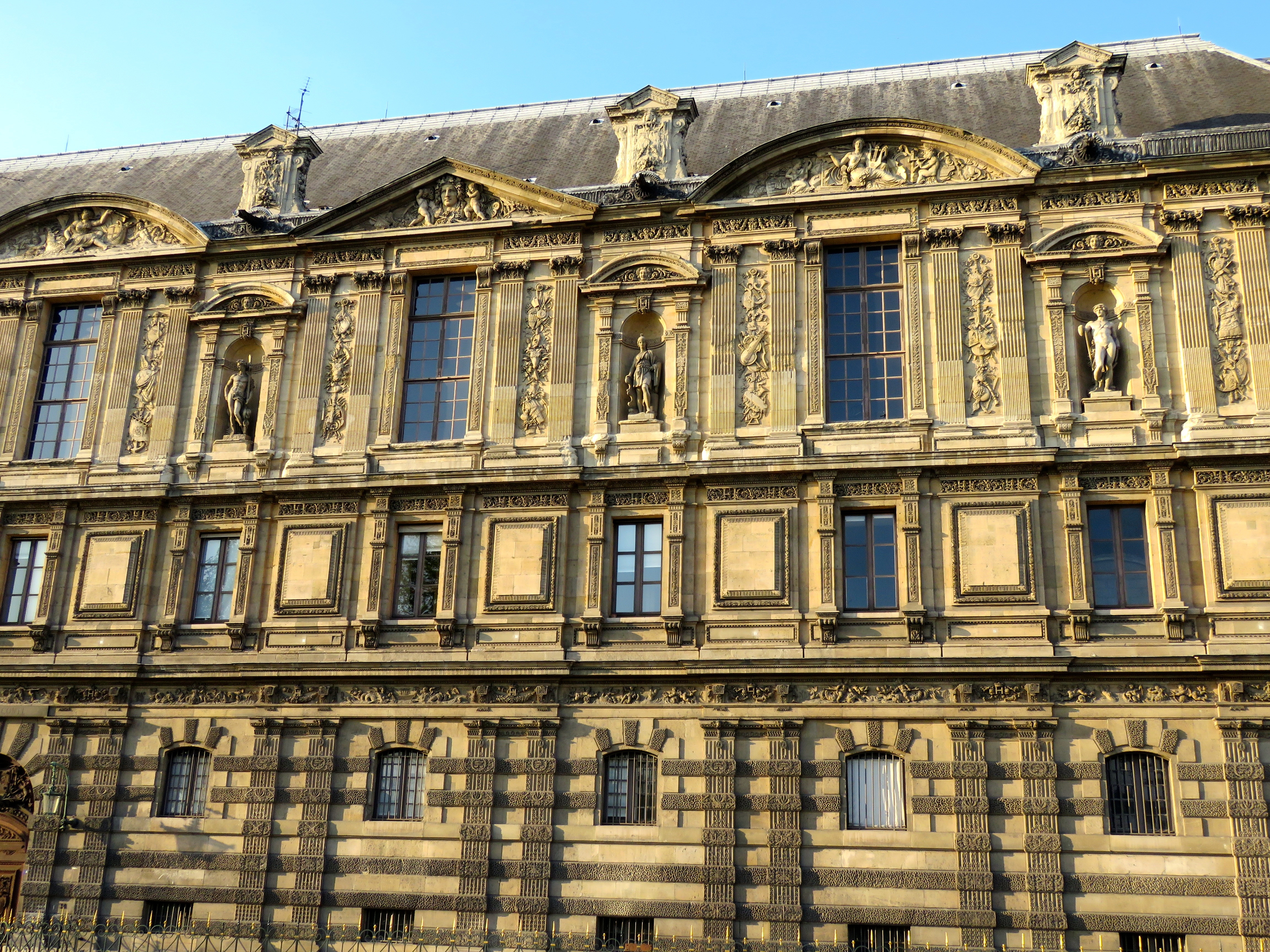
Détail de la partie de la Galerie du bord de l'eau construite par Louis Métezeau.
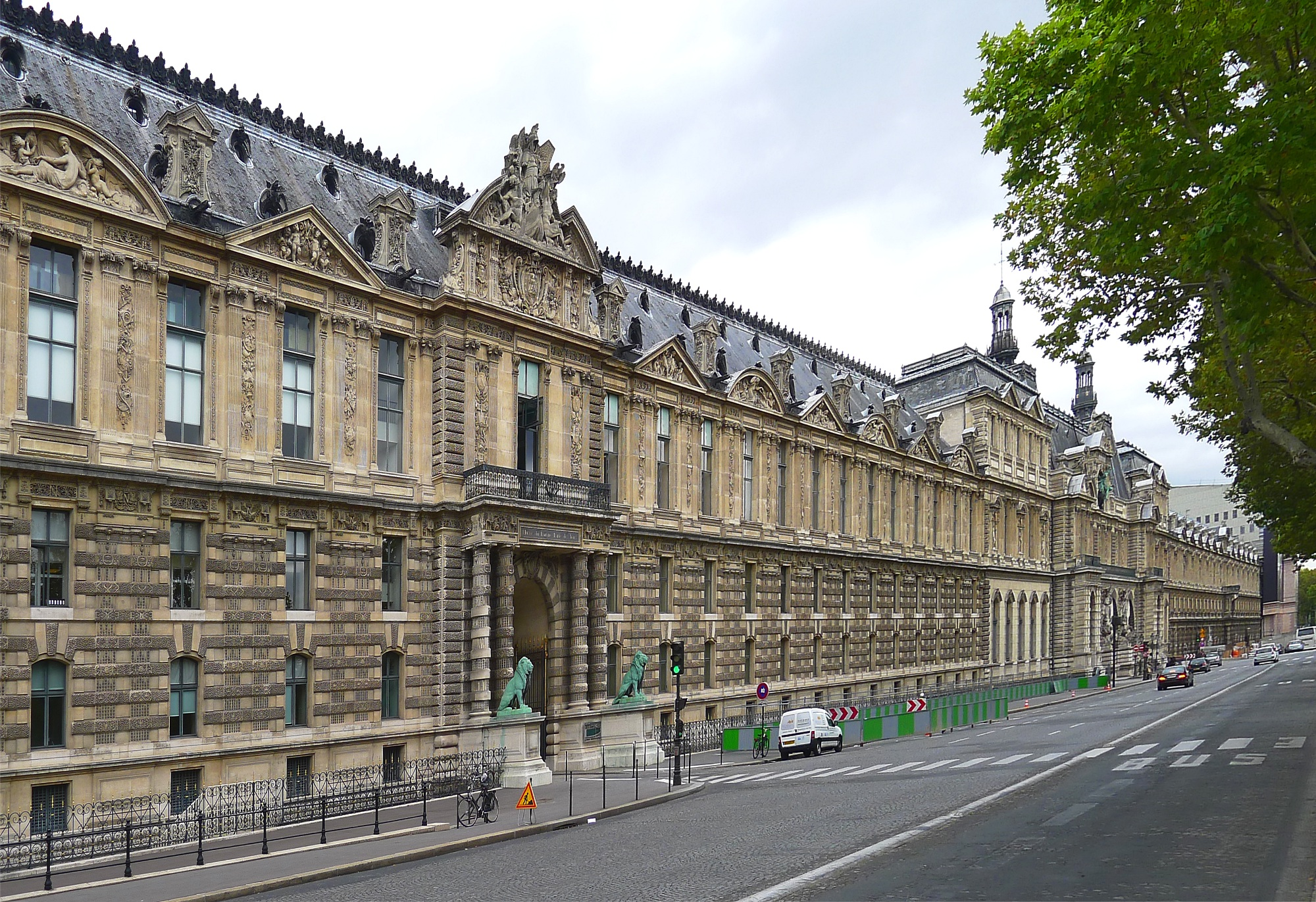
Partie Ouest de la Galerie du bord de l'eau (1595-1610), réalisée par Androuet du Cerceau.

#### Fin XVIIe, début XVIIIesiècle

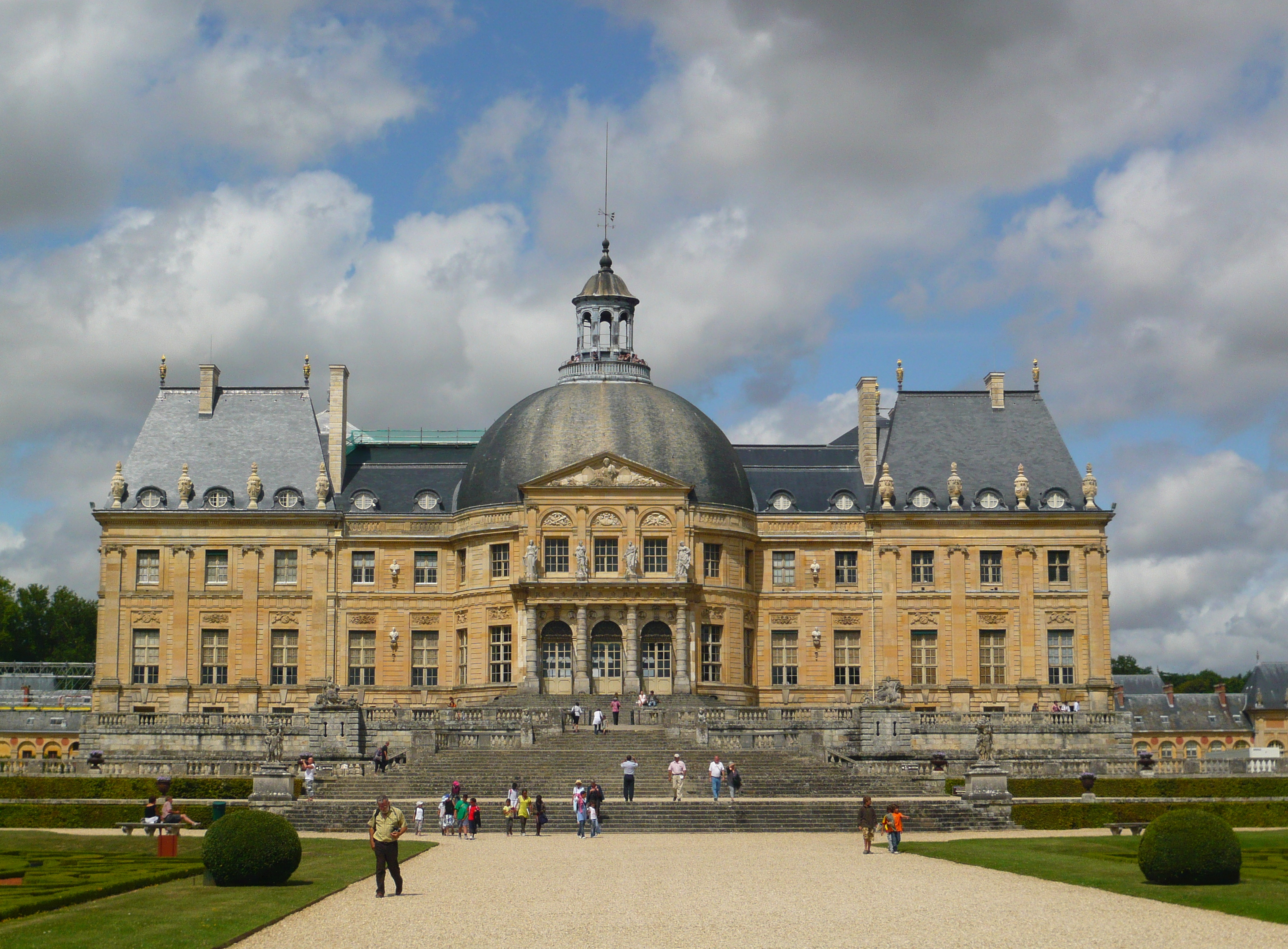
Château de Vaux-le-Vicomte, construit entre 1656 et 1661 par Louis Le Vau.
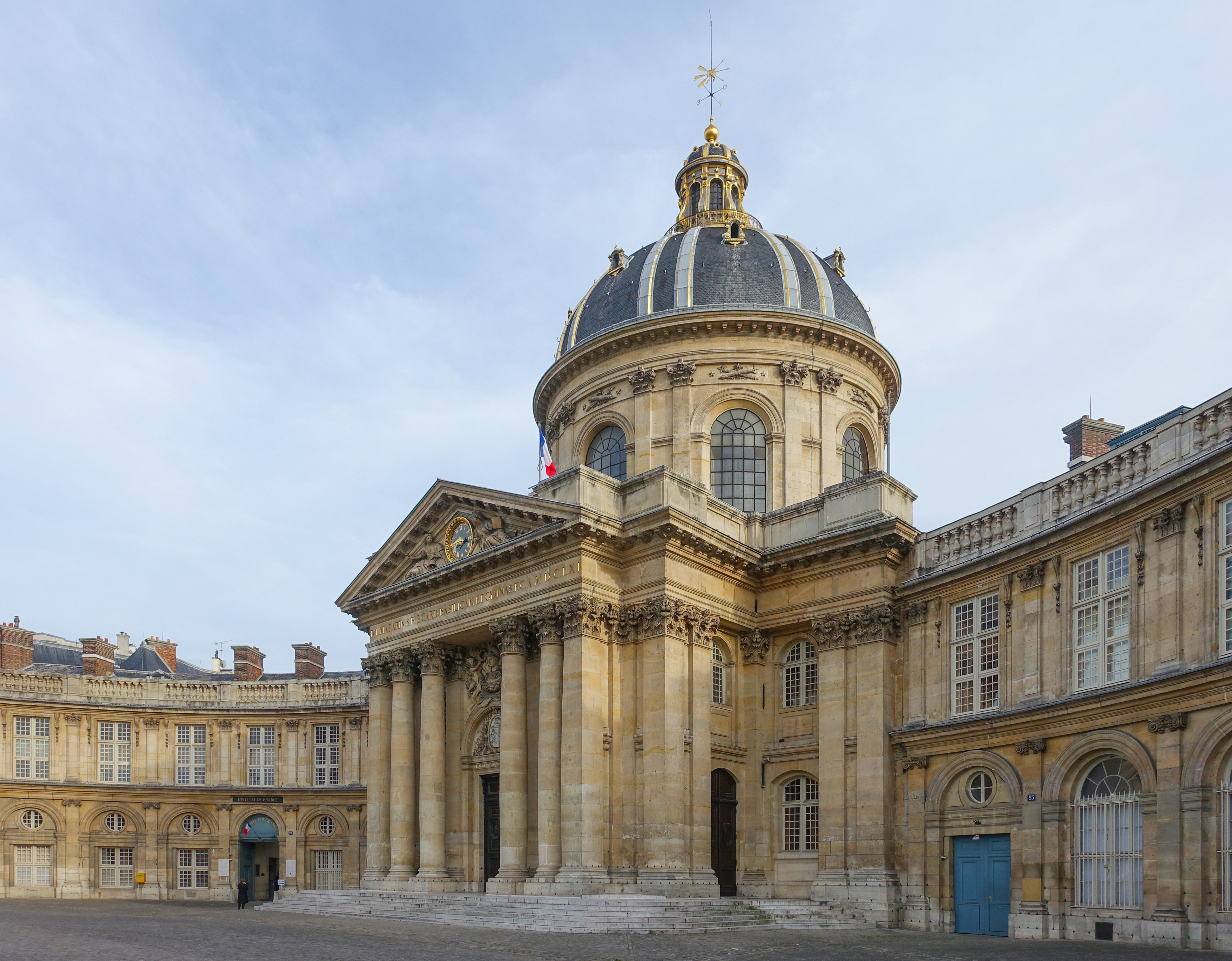
Collège des Quatre-Nations, construit entre 1662 et 1688 sur les plans de Louis le Vau.
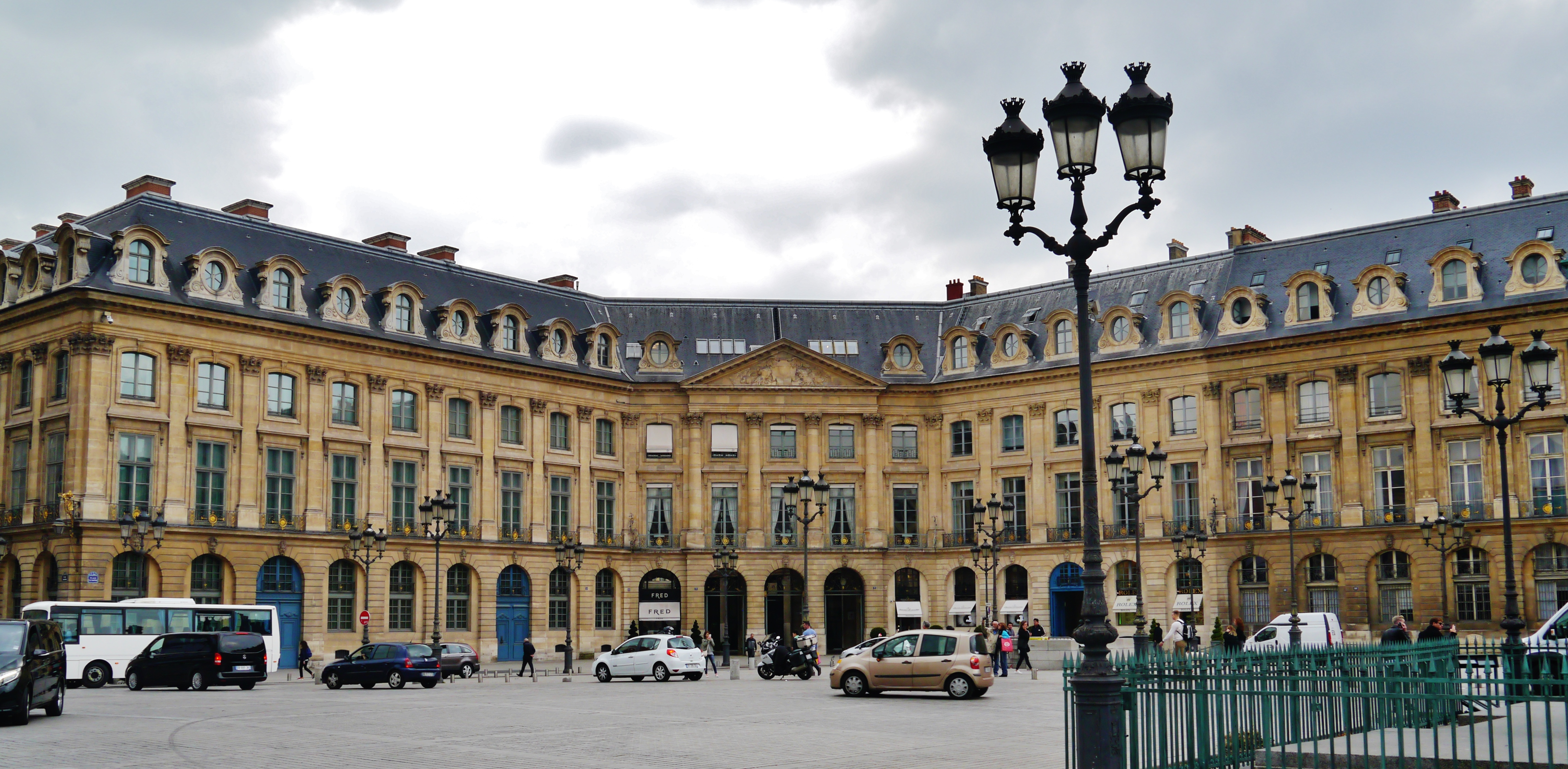
La place Vendôme, fin 17e - début 18e, par Jules Hardouin-Mansart.
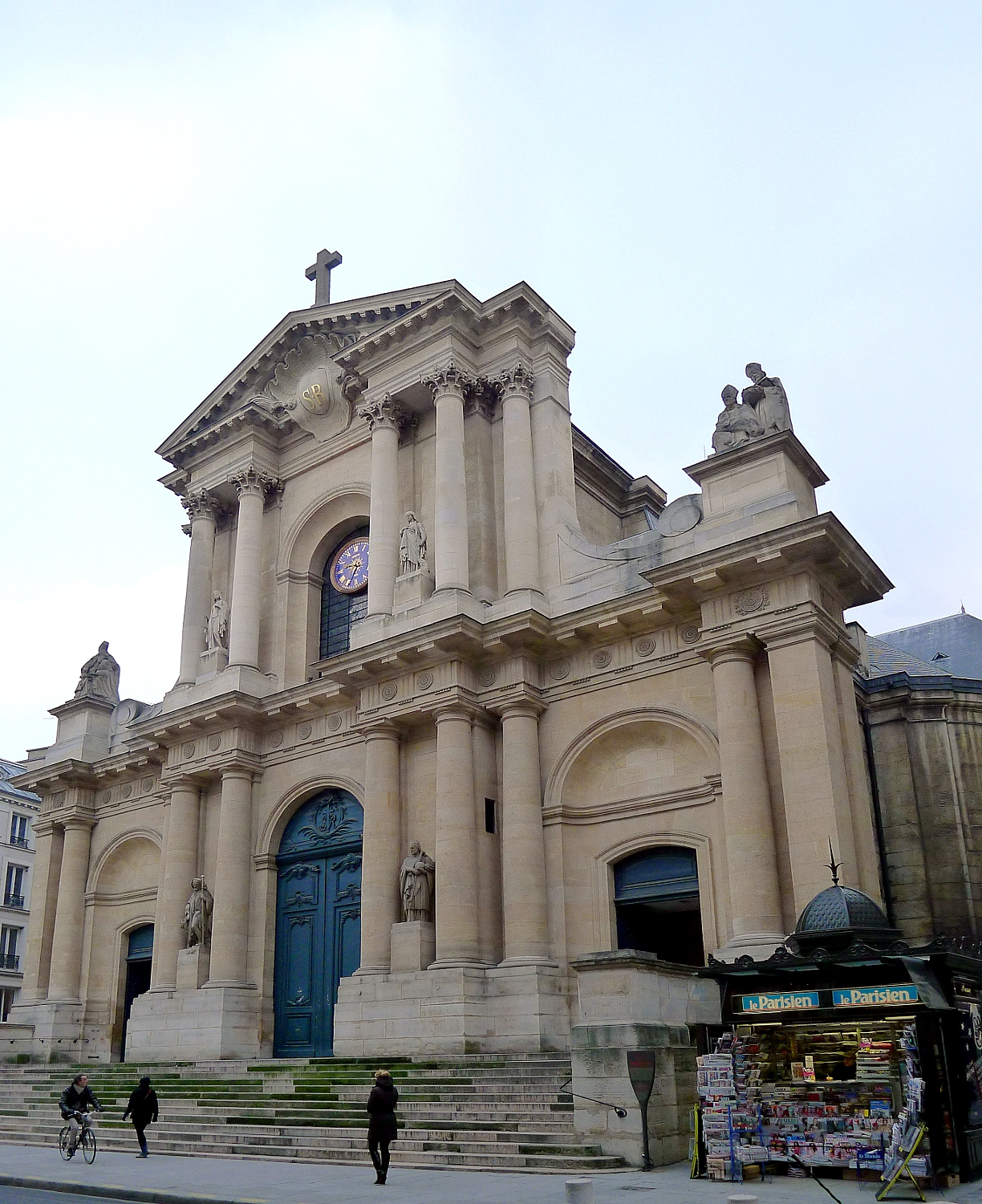
Église Saint-Roch à Paris (1701-1722), par Jules Hardouin-Mansart.
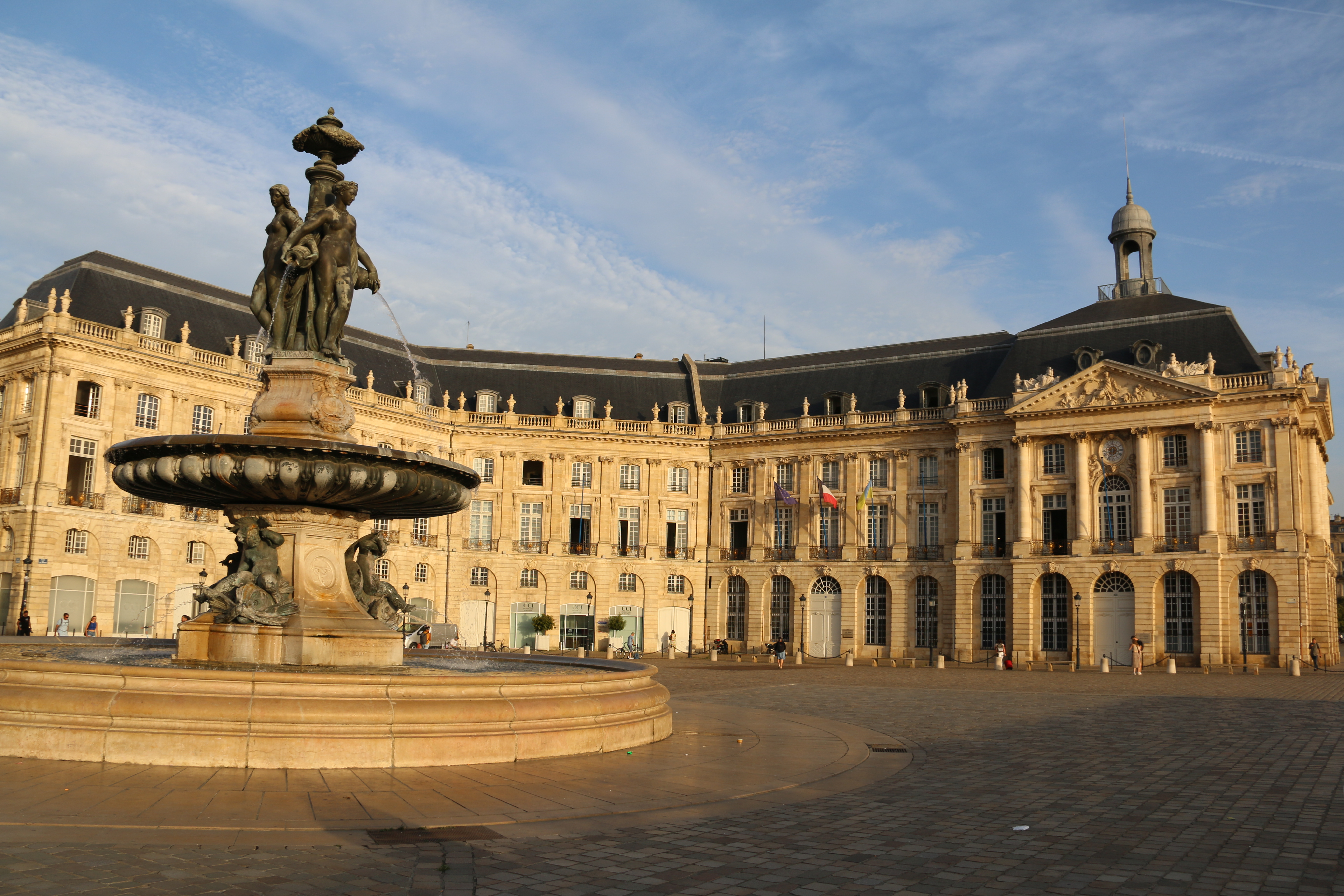
Place de la Bourse à Bordeaux (1735-1755), dessinée par Jacques Gabriel.

### Diffusion en Europe

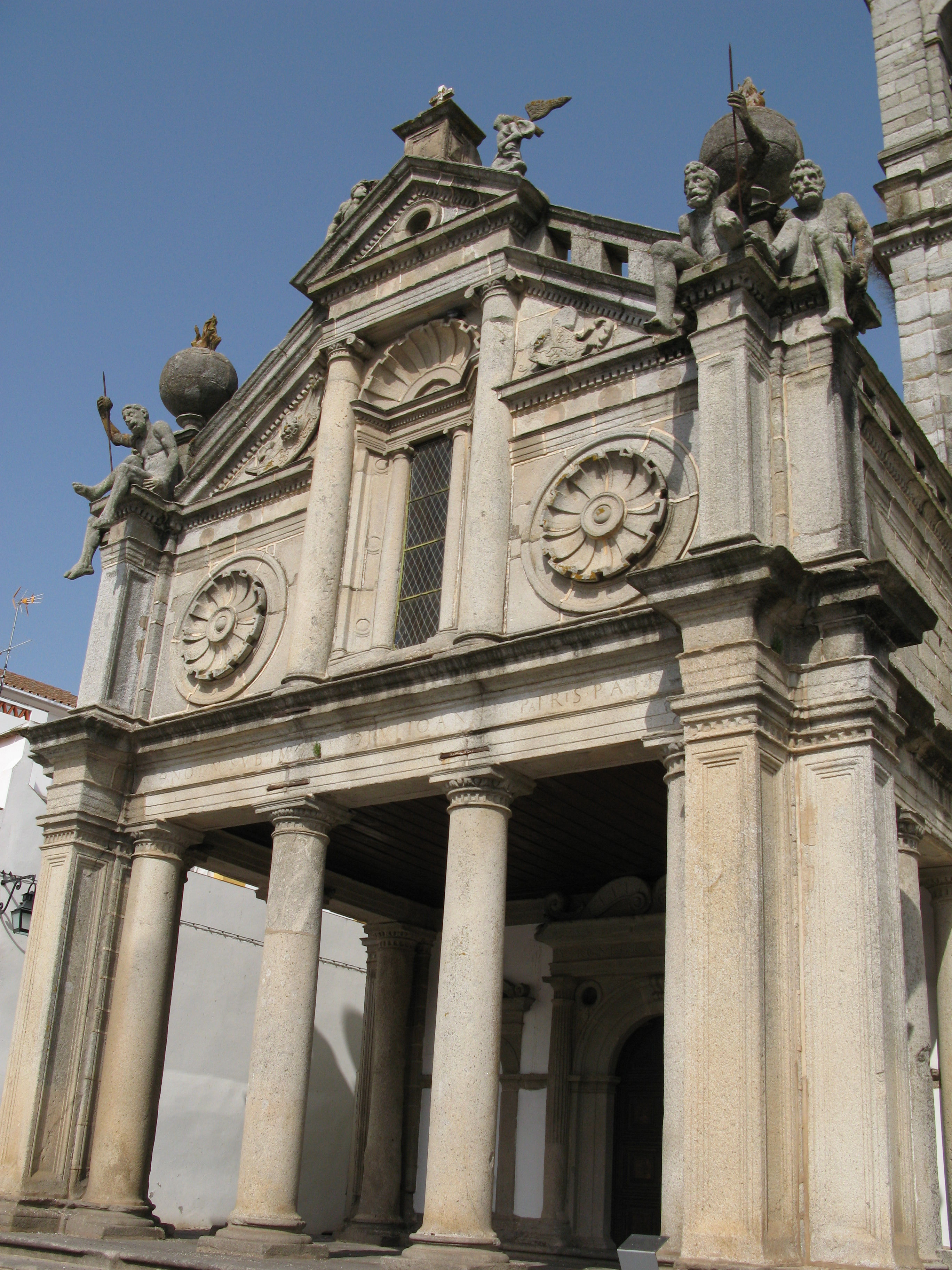
L'église Graça d’Évora (1530-1540), au Portugal.
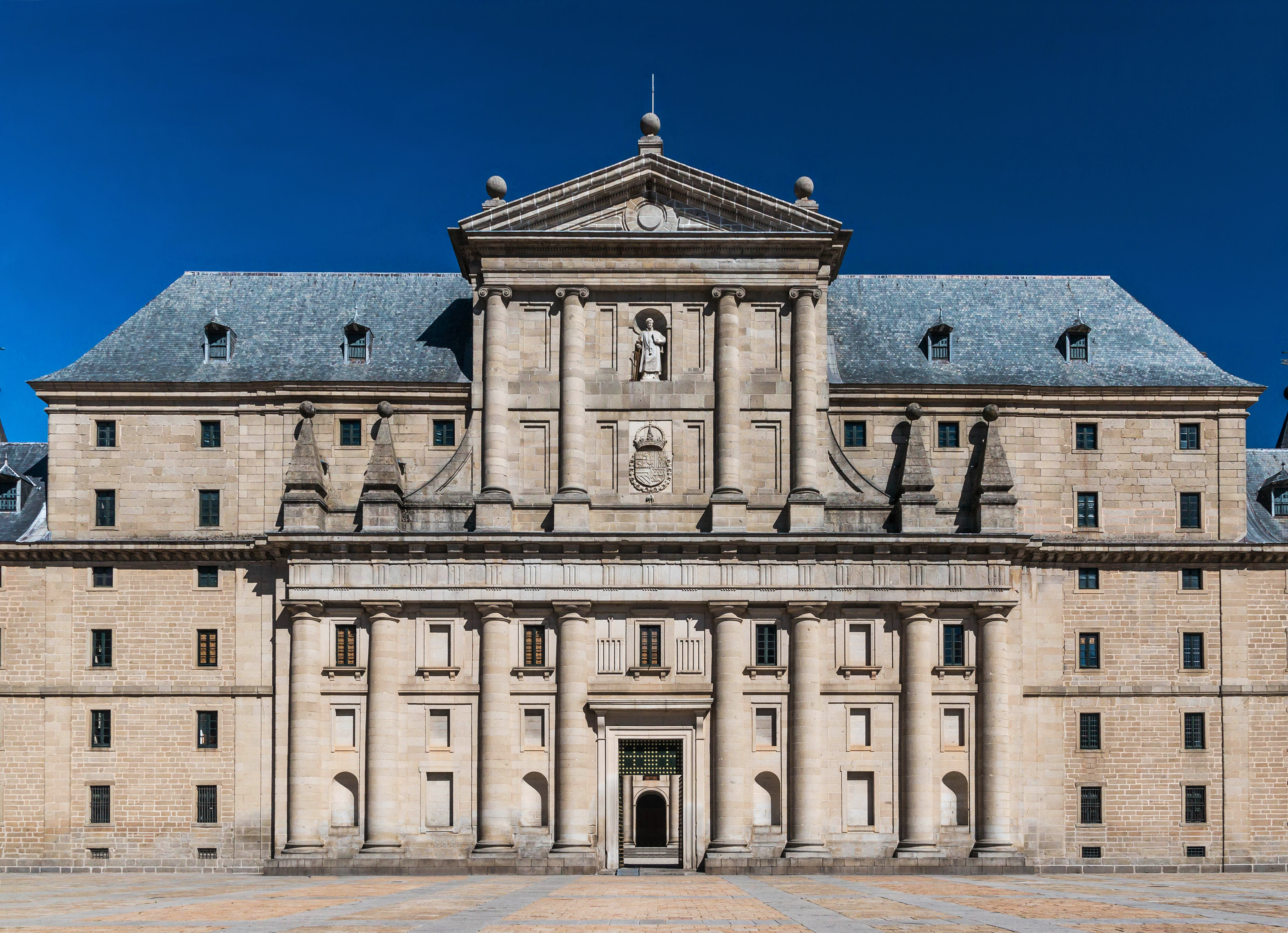
Façade de l'entrée du palais de l'Escurial (1563-1584), en Espagne.